# 35e régiment d'infanterie (France)
Pour les articles homonymes, voir 35e régiment.
 (mai 2024).
Si vous disposez d'ouvrages ou d'articles de référence ou si vous connaissez des sites web de qualité traitant du thème abordé ici, merci de compléter l'article en donnant les références utiles à sa vérifiabilité et en les liant à la section « Notes et références ».
Le 35e régiment d'infanterie (35e RI), surnommé l'As de Trèfle, est un régiment d'infanterie de l'Armée de terre française créé sous la Révolution à partir du régiment d'Aquitaine, un régiment français d'Ancien Régime créé en 1604.
Installé à Belfort depuis 1873, il est le régiment de France à l'implantation la plus ancienne dans sa garnison.

## Création et différentes dénominations
- 1er janvier 1791 : Tous les régiments prennent un nom composé du nom de leur arme avec un numéro d’ordre donné selon leur ancienneté. Le régiment d'Aquitaine devient le 35e régiment d'infanterie de ligne ci-devant Aquitaine.
- 1793 : Amalgamé il prend le nom de 35e demi-brigade de première formation
- 1796 : Création de la 35e demi-brigade de deuxième formation
- 1803 : Constitue le 35e régiment d'infanterie de ligne
- 16 juillet 1815 : comme l'ensemble de l'armée napoléonienne, il est licencié à la Seconde Restauration
- 11 août 1815 : création de la légion du Haut-Rhin.
- 1820 : La légion du Haut-Rhin est amalgamée et renommée 35e régiment d'infanterie de ligne.
- 1887 : Renommé 35e régiment d'infanterie
- 1914 : À la mobilisation, il donne naissance au 235e régiment d'infanterie
- 22 juin 1940 : Dissolution
- 1945 : Recréation du 35e régiment d'infanterie à partir des maquis de Bourgogne
- 1962 : 35e bataillon d'infanterie
- 1964 : 35e régiment d'infanterie mécanisé par changement de nom du 110e régiment d'infanterie
- 1975 : 35e régiment d'infanterie

## Colonel et chefs de corps
- 21 octobre 1791 : Louis François Périn de Précy
- 23 novembre 1791 : Jean-Louis Dorssner
- 5 février 1792 :  Jean Pierre Grain de La Chaise
- 7 avril 1792 : Jean Bernard Gauthier Murnand (*)
- 29 juin 1792 : Louis Jacques Ruelle de Santerre (*)
- 1794 : chef de brigade Moremberg
- 1797 : chef de brigade Maucune
- 1803 : colonel Joseph Breissand[Note 1] (*)
- 1811 : colonel Jean Baptiste Penant[Note 2]  (†)
- 1812 : colonel Pierre Figie[Note 3]
- 1815 : colonel François Buchet
- 1821 : colonel d'Adhémar
- 1823 : colonel de Laurétan
- 1828 :  colonel Rullière
- 1832 :  colonel Tarlé
- 1839 : colonel Delannoy
- 1844 :  : colonel de Berthier de Grandry (*)
- 1851 :  colonel Dumont (***)
- 1855 :  colonel Metmann
- 1858 : colonel de Bigault de Granrut
- 1864 :  colonel Charles Bernard de Vaisse Roquebrunne (*)
- 1869 : colonel Mader
- 1869 : colonel Louis Constant Roland de La Mariouse
- 1870 : colonel Léon Jean Cyprien Bonnet
- 1870 : colonel Vanche
- 1878 : colonel Beaudoin
- 1885 : colonel Boisgard
- 1886 : colonel Dutheil de la Rochère
- 1887 : colonel Kessler
- 1889 : colonel Sartre
- 1894 : colonel Nicolas
- 1899 : colonel Souvestre
- ? : colonel Leturc
- 1903 : lieutenant-colonel Foch
- ? : colonel Bertin
- 1910 : colonel Louis de Maud'huy, qu'un ordre du jour du régiment surnommera colonel immortel du 35e RI en 1919
- 24 juin 1912 : colonel de Mac-Mahon (*)
- 13 octobre 1914 : commandant Louis Constant Albert Leyraud
- 15 octobre 1914 : commandant Pierre Étienne Engelhard
- 5 novembre 1914 : colonel Henri Marie Tesson[1],[Note 4] (†)
- 30 septembre 1915 : lieutenant-colonel Pierre Marie Charles Delaperche[2],[Note 5] (†)
- 26 février 1916 : colonel Roland
- août 1916 :  lieutenant-colonel Germain
- 5 février 1917 : lieutenant-colonel Issaly
- 18 juillet 1917 : lieutenant-colonel Clément-Grancourt
- ? : colonel Sartre
- ? : colonel Clément-Grandcourt
- 1940 : colonel Laurent
- 1964 : colonel Dufour
- 1966 : colonel Vanbremeersch (*****)
- 1968 : colonel de Lavalette
- 1969 : colonel Imbot (*****)
- 1971 : colonel Botella
- 1973 : colonel Poudelet (****)
- 1975 : colonel Greyfié de Bellecombe (****)
- 1977 : colonel Jeancolas
- 1979 : colonel Lacapelle (**)
- 1981 : colonel Philippe Thérenty (***)
- 1983 : colonel Philippe Mercier (*****)
- 1985 : colonel Maillols (*)
- 1987 : colonel d'Ornano (*)
- 1989 : colonel Kaeppelin
- 1991 : colonel Diot
- 1993 : colonel Pelissier (**)
- 1995 : colonel Barlet (*)
- 1997 : colonel Boone (***)
- 1999 : colonel de Foucault
- 2001 : colonel Egnell
- 2003 : colonel Duffour
- 2005 : colonel Dumain
- 2007 : colonel Duval
- 2009 : colonel Rondeau (***)
- 2011 : colonel Bertrand Joret
- 2013 : colonel Ivan Martin (**)
- 2015 : colonel Paul Bury[3]
- 2017 : colonel Christophe Richard
- 2019 : colonel Jean Augier
- 2021 : colonel Thibaut de Lacoste Lareymondie
- 2023 : colonel Le Duc
- 2025 : colonel Duchemin

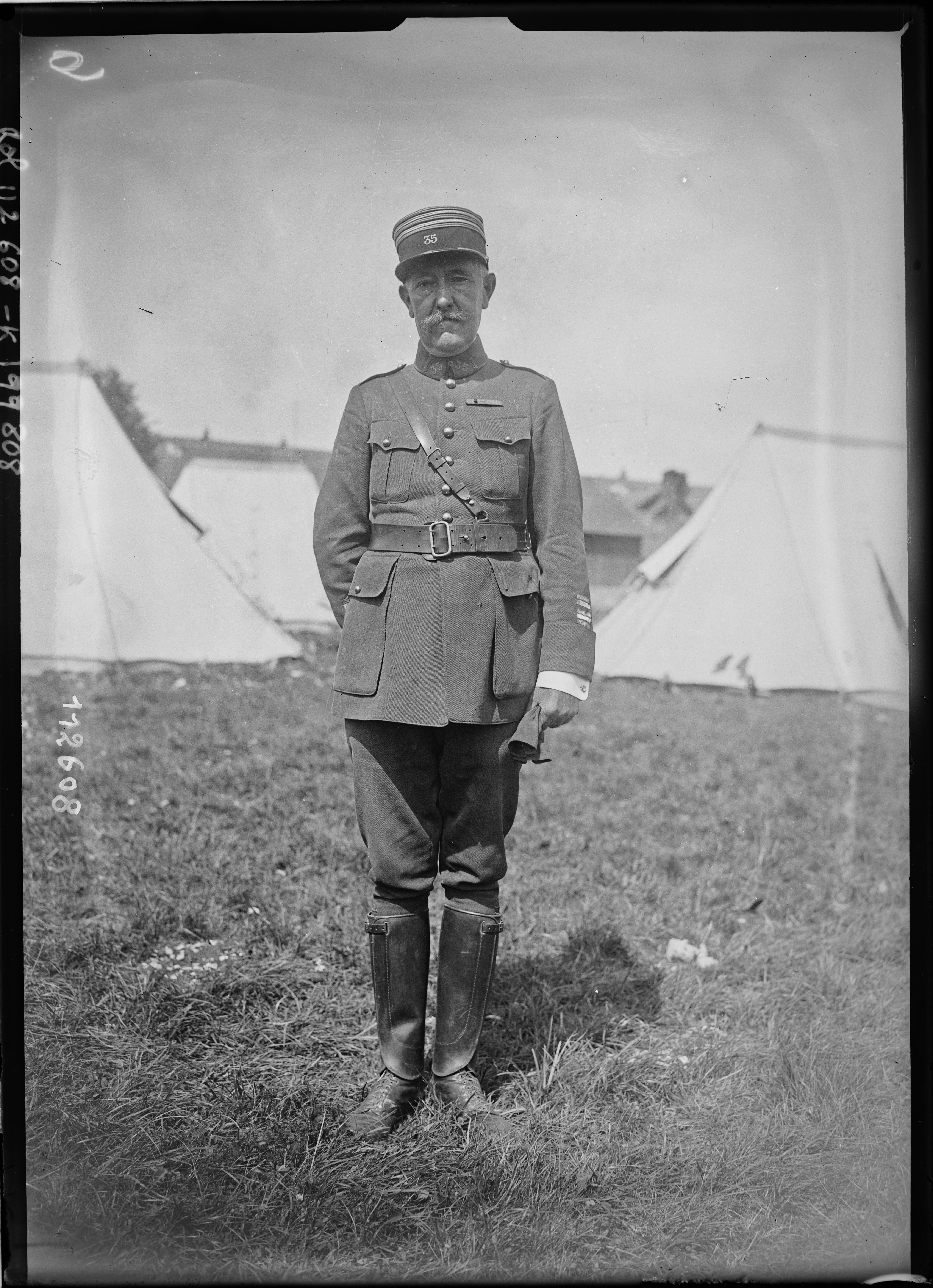
Le lieutenant-colonel Fornier de Lachaux, 1926.
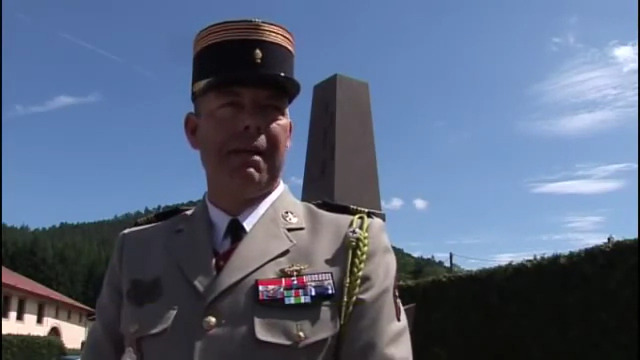
Le colonel Rondeau, 2011.

(*) Officiers qui devinrent par la suite généraux de brigade.
Officiers blessés ou tués en servant au 35e entre 1804 et 1815 :
- officiers tués, 13 ;
- Officiers morts de leurs blessures, 15 ;
- Officiers blessés, 94.

## Historique des garnisons, combats et batailles du35eRI

### 35erégimentd'infanterie ci-devant Aquitaine (1791-1793)

#### Guerres de la Révolution et de l'Empire
L'ordonnance du 1er janvier 1791 fait disparaître les régiments du nom de provinces, et les corps d'infanterie ne sont désormais plus désignés que par le numéro du rang qu'ils occupaient entre eux. Ainsi, 101 régiments sont renommés. Les régiments sont toutefois largement désignés avec le terme ci-devant, comme « 35e régiment d'infanterie ci-devant Aquitaine ».

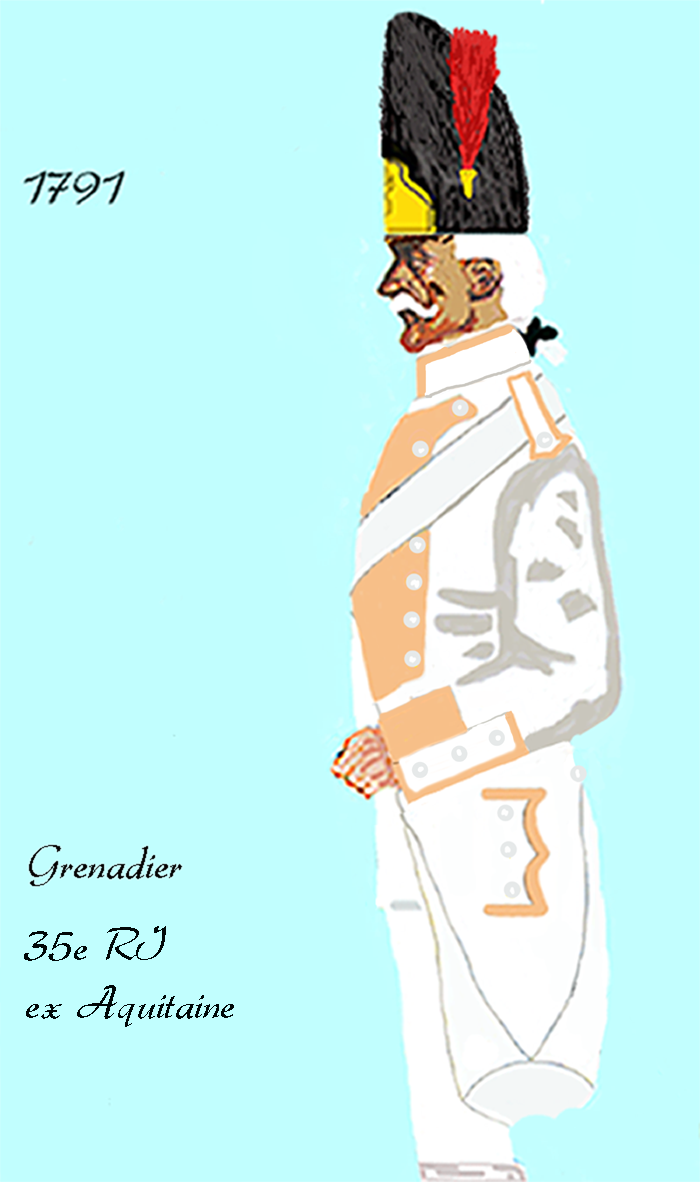
Grenadier du 35e régiment d’infanterie de ligne de 1791 à 1795.
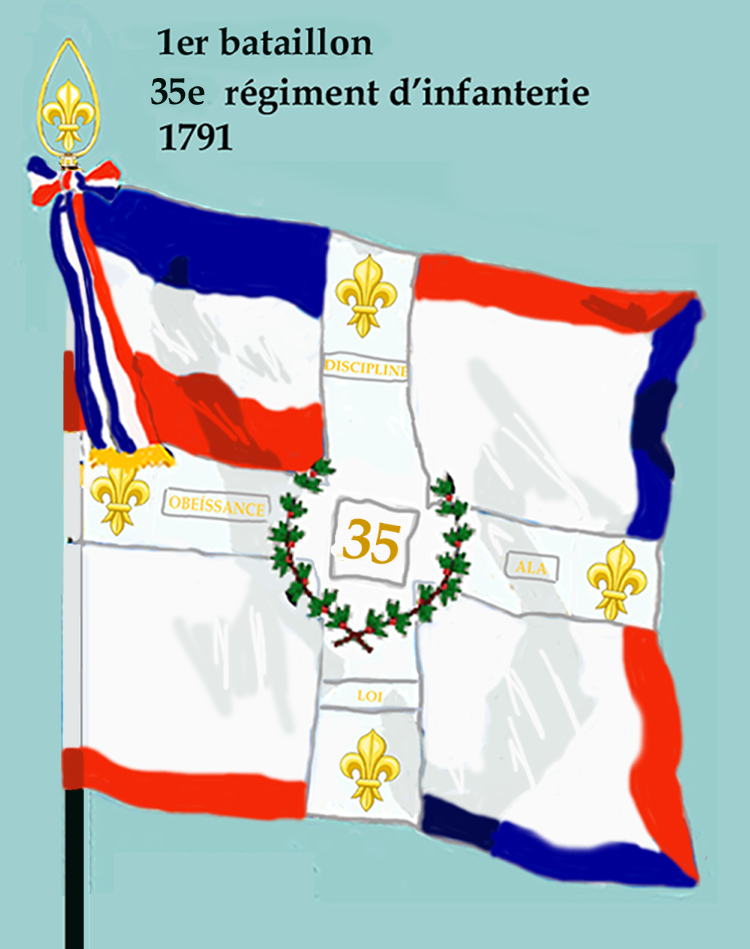
Drapeau du 1er bataillon du 35e régiment d'infanterie de ligne de 1791 à 1793.
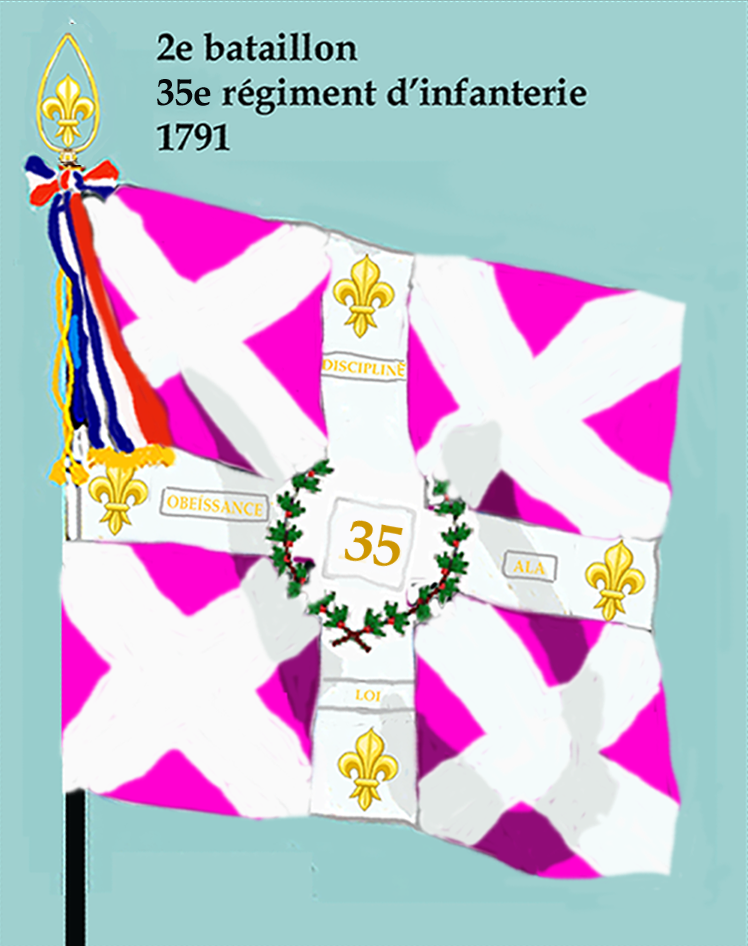
Drapeau du 2e bataillon du 35e régiment d'infanterie de ligne de 1791 à 1793.
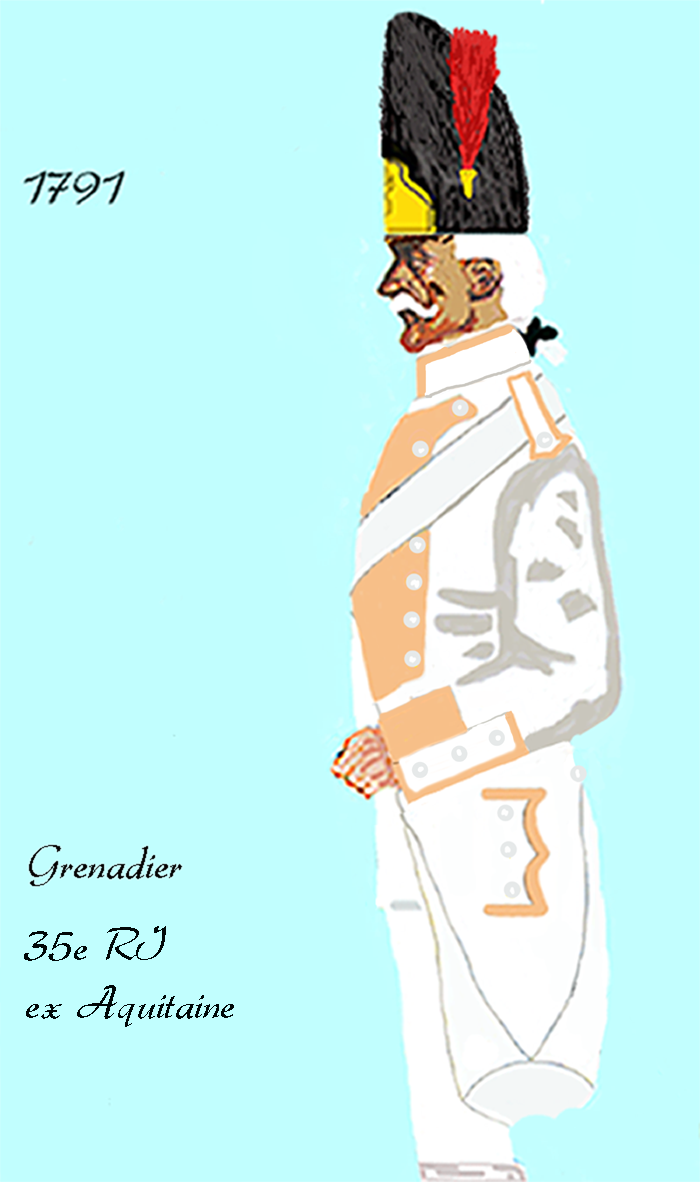
Grenadier du 35e régiment d’infanterie de ligne de 1791 à 1795.

En 1791, il se trouve à Bitche, d'où il part en avril 1792 pour se rendre à Privas, pendant les émeutes d'Avignon. Peu après le 2e bataillon est jeté dans Briançon, tandis que le 1er bataillon fait partie de l'armée du général Montesquiou qui s'empare de la Savoie au mois d'août. Le régiment reste ensuite dans les Alpes.
En 1793, le 1er bataillon se trouve au siège de Toulon, puis il rejoint l'armée des Pyrénées orientales et participe à la guerre du Roussillon.
Le 2e bataillon fait les campagnes de 1792 à 1794 à l'armée des Alpes et à l'armée d'Italie.

### 35edemi-brigadede première formation (1794-1796)

#### Guerres de la Révolution et de l'Empire
En 1794, lors du premier amalgame, la 35e demi-brigade de première formation est formée avec les :
- 1er bataillon du 18e régiment d'infanterie (ci-devant Royal-Auvergne)
- 3e bataillon de volontaires de la Meurthe
- 5e bataillon de volontaires de la Meurthe

En 1794, affecté à l'armée du Nord, il participe au siège de Maastricht puis il rejoint ensuite l'armée de Sambre-et-Meuse et l'armée de Rhin-et-Moselle.

### 35edemi-brigadede deuxième formation (1796-1803)

#### Guerres de la Révolution et de l'Empire
La 35e demi-brigade de deuxième formation est formée par l'amalgame des :
- 114e demi-brigade de première formation (2e bataillon du 57e régiment d'infanterie (ci-devant Beauvoisis), 10e bataillon de volontaires de la Gironde, 14e bataillon de volontaires de la Gironde) ;
- 1er et 2e bataillon de la demi-brigade de Lot et Landes (4e bataillon de volontaires des Landes, 7e bataillon de volontaires du Lot et 8e bataillon de volontaires du Lot)
- 2e bataillon de la 2e demi-brigade provisoire (1er bataillon de grenadiers des Bouches-du-Rhône, 2e bataillon de grenadiers des Bouches-du-Rhône et 4e bataillon de volontaires du Gard)
- 29e demi-brigade légère de première formation 29e bataillon de chasseurs également appelé 1er bataillon de la légion des Pyrénées, 30e bataillon de chasseurs également appelé 2e bataillon de la légion des Pyrénées et  3e bataillon de chasseurs des Montagnes ainsi que le 9e bataillon de volontaires de Dordogne et le 4e bataillon de volontaires de Vaucluse, ces deux dernières formations étant entrées dans la formation de la légion des Pyrénées.

En 1799, affectée à l'armée d'Italie, la demi-brigade participe à la campagne d'Italie et se trouve engagée dans la bataille de Novi
En 1800, elle participe à la bataille de Coni.

### 35erégimentd'infanterie de ligne (1803-1815)

#### Guerres de la Révolution et de l'Empire
Par décret du 1er vendémiaire an XII (24 septembre 1803), le Premier Consul prescrit une nouvelle réorganisation de l'armée française. Il est essentiel de faire remarquer, pour faire comprendre comment, souvent le même régiment avait en même temps des bataillons en Allemagne, en Espagne et en Portugal, ou dans d'autres pays de l'Europe, que, depuis 1808, quelques régiments comptaient jusqu'à 6 bataillons disséminés, par un ou par deux, dans des garnisons lointaines et dans les diverses armées mises sur pied depuis cette date jusqu'en 1815.

Ainsi, le 35e régiment d'infanterie de ligne est formé à 4 bataillons avec les  deux bataillons de la 35e demi-brigade de deuxième formation et les deux bataillons de la 71e demi-brigade de deuxième formation.
En 1803 et 1804, le régiment est au camp d'Utrecht et fait la campagne de Hollande.
En 1805, le régiment, affecté au 2e corps de la Grande Armée, participe à la campagne d'Allemagne et durant la campagne d'Ulm il se trouve à la bataille d'Ulm puis il rentre à Vienne.
En 1806, durant la campagne de Prusse, il combat à la bataille de Lübeck.
En 1807, durant la campagne de Pologne, le régiment est engagé aux batailles d'Eylau et d'Heilsberg.
En 1809, dans cadre de la campagne d'Allemagne et d'Autriche, le 35e régiment d'infanterie de ligne, est engagé en avril au combat de Pordenone et dans la bataille de Sacile durant lequel le colonel Joseph Breissand, blessé, est fait prisonnier. Le régiment participe ensuite aux batailles et combats de Bassano, de la Piave, de Saint-Michel de Predi, de Raab et de Wagram et de Brixen dans le Tyrol.
En 1812, dans le cadre de la campagne de Russie, le régiment fait partie de la 14e division du 4e corps et on le trouve aux batailles et combats d'Ostrovno de Smolensk, de La Moskowa, de Maloyaroslavets, de Krasnoï, et des ponts de la Bérézina.
En 1813, une partie du régiment se trouve à Glogau en Pologne, au combat de Rosek en Illyrie, au combat de Tela en Tyrol.
En 1814, affecté à l'armée d'Italie, il participe à la bataille du Mincio et au combat devant Parme.
Après l'exil de Napoléon Ier à l'île d'Elbe, l'ordonnance royale du 12 mai 1814 qui réorganise les corps de l'armée française, le 35e régiment prend le no 34.
À son retour de l'île d'Elbe, le 1er mars 1815, Napoléon Ier prend, le 20 avril 1815, un décret qui rend aux anciens régiments d'infanterie de ligne les numéros qu'ils avaient perdus.
Après la seconde abdication de l'Empereur, Louis XVIII réorganise de l'armée de manière à rompre avec l'héritage politico-militaire du Premier Empire.
A cet effet une ordonnance du 16 juillet 1815 licencie l'ensemble des unités militaires françaises.

### Légion du Bas-Rhin (1815-1820)
Par ordonnance du 11 août 1815, Louis XVIII crée les légions départementales. La Légion du Haut-Rhin, qui deviendra le 35e régiment d'infanterie de ligne en 1820, est créée.

### 35e régiment d'infanterie de ligne (1820-1882)

#### 1820 à 1852
En 1820 une ordonnance royale de Louis XVIII réorganise les corps de l'armée française en transformant les légions départementales régiments d'infanterie de ligne. Ainsi, le 35e régiment d'infanterie de ligne est formé avec les bataillons de la légion du Haut-Rhin.
En 1823, le 35e est engagé dans l'expédition d'Espagne et combat à Madrid et Badajoz.
En 1828, le régiment participe à l'expédition de Morée pour soutenir les insurgés grecs lors de la guerre d'indépendance grecque et participe aux prises de Navarin et de Modon.
En 1830, le régiment fait partie de l'expédition d'Alger et débarque à Sidi-Ferruch. Il participe au siège d'Alger et, le 28 juin, la compagnie de grenadiers du 1er bataillon du 35e de ligne, enveloppée à l'improviste par au moins 500 Turcs où Bédouins, repousse leur attaque.
Une ordonnance du 18 septembre 1830 créé le 4e bataillon et porte le régiment, complet, à 3 000 hommes.
Le 11 mars 1832, le 1er bataillon du 35e RI, alors en garnison à Grenoble, est requis par le préfet Maurice Duval pour disperser sans sommation à coup de baïonnettes un charivari faisant 26 blessés,.
Du 17 au 29 novembre, le 1er bataillon, rattaché à la 2e brigade sous les ordres du général Monck d'Uzer, fait partie de l'expédition de l'Atlas, dirigée par le général Clauzel. Il prend part à l'expédition de Blida le 18, lors de laquelle il participe au massacre de huit cents habitants non armés, en représailles à la mort de vingt et un soldats français, tués au combat.
Le régiment intervient ensuite dans la prise de Médéa et prend part, le 23, au combat lors du passage du col de Mouzaïa.

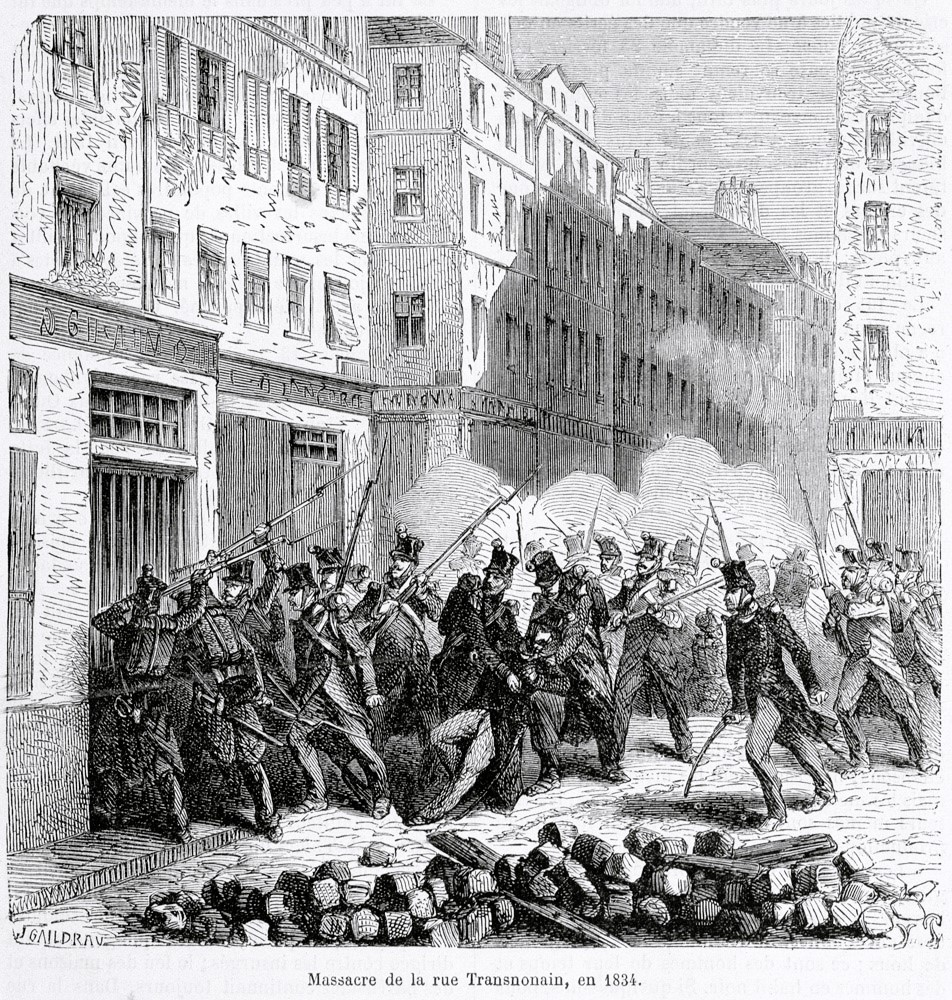
Le participant au massacre de la rue Transnonain le.

En juin 1832, il participe à la répression de l'insurrection républicaine à Paris.
En avril 1834, il participe à la répression d'une nouvelle insurrection parisienne, qui mène au massacre de la rue Transnonain.

#### Second Empire
Le 15 juillet 1855, le régiment embarque à Toulon pour prendre part à la guerre de Crimée. Ralliant Constantinople, puis, traversant la mer Noire, le 35e est de garde aux tranchées lors de la prise de Sébastopol, le 8 septembre 1855. En trois mois, le régiment perd près de 500 hommes par suite de maladie (le scorbut et le typhus étant particulièrement virulents durant la campagne). Sa participation à la bataille de Malakoff ainsi que ses nombreuses pertes éprouvées durant la campagne se traduiront par une nouvelle inscription au drapeau: "Sébastopol 1855".
Le régiment rentre en France en mai 1856.
Par décret du 2 mai 1859, le 35e régiment d'infanterie fournit une compagnie pour former le 102e régiment d'infanterie de ligne.
En novembre 1867, le régiment fait partie du corps expéditionnaire de Rome pour défendre les États pontificaux contre la révolte garibaldienne. Il y reste jusqu'en 1870.

##### Guerre de 1870
Deux unités portant le no 35 s'illustrent pendant la guerre de 1870 : le 35e régiment de ligne et 35e régiment de marche. Ces deux unités fusionnent à la fin de la guerre et prennent casernement à Belfort sous le nom de 35e régiment d'infanterie. Une troisième unité, le 35e régiment de marche est créée à Paris le 27 septembre 1870 et devient le 135e régiment d'infanterie de ligne le 28 octobre 1870.

###### Siège de Belfort 1870-1871

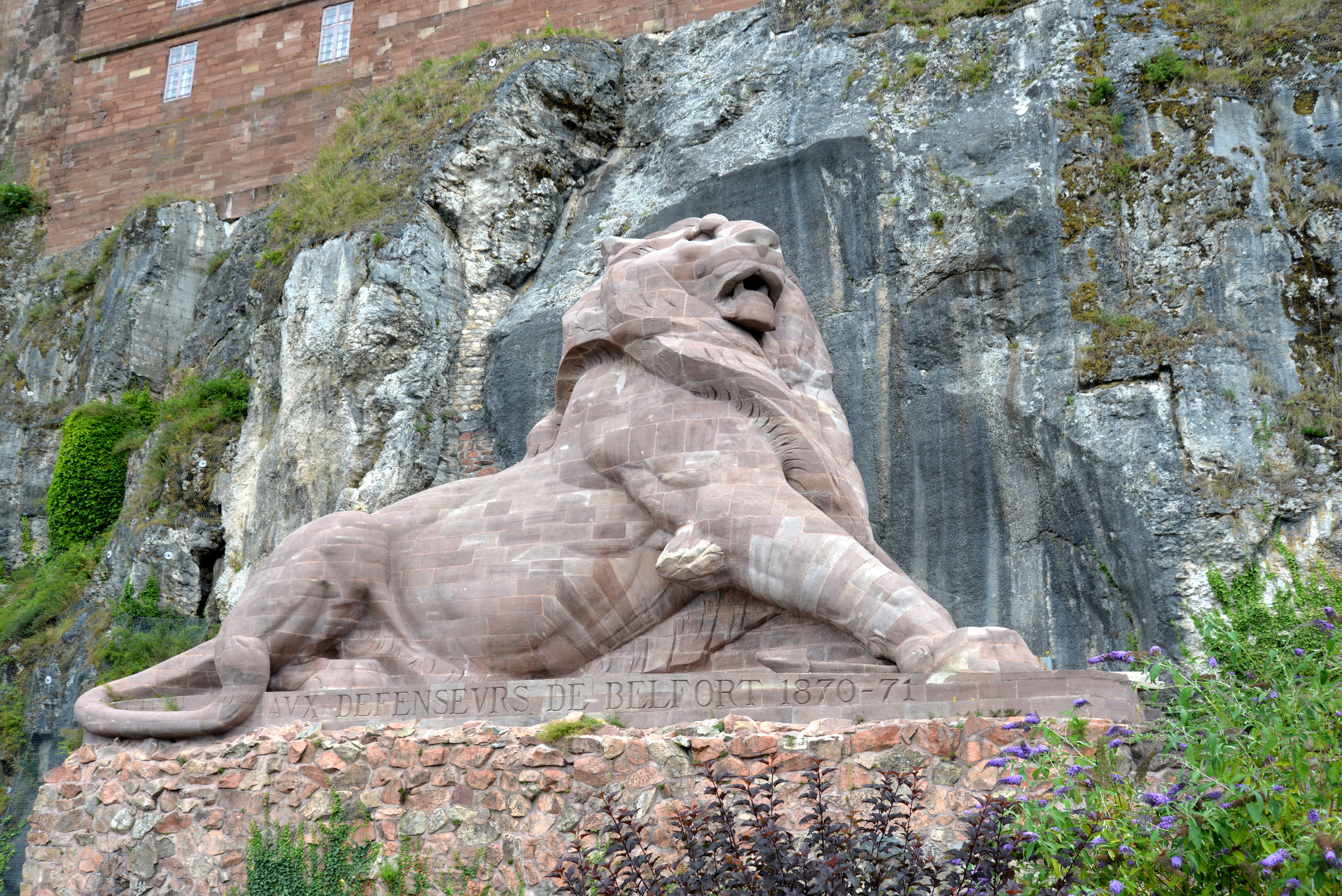
Le Lion de Belfort, sculpté par Auguste Bartholdi pour rendre hommage aux défenseurs de Belfort en 1870-1871.

Au cours de la campagne de 1870-1871, le 35e régiment de marche est le fer de lance de la défense de la ville, sous les ordres du colonel Denfert-Rochereau, commandant la place. Il est formé le 15-16 octobre avec les IVe bataillon des 45e de ligne et 84e de ligne,. Le 18 février 1871, le 35e de marche sort de Belfort avec les honneurs de la guerre, invaincu après les 103 jours du siège de Belfort. Il gagne ensuite Grenoble puis Saint-Étienne où les mouvements ouvriers ont pris le pouvoir. Le régiment sera utilisé pour réprimer le soulèvement. Pour perpétuer le souvenir de l'action héroïque du 35e de marche, le ministre des armées a autorisé l'inscription Belfort 1870-1871 sur le drapeau du 35e d'infanterie, gardien de ses traditions.
Parmi les cinq officiers que le colonel Denfert-Rochereau désigne comme ayant rendu le plus de services à la défense de la ville, deux sont des hommes du 35e de marche,.

Les troubles politiques du début de la Troisième République empêchent les hommes du 35e ainsi que le colonel Denfert-Rochereau de recevoir la reconnaissance des combats pour la défense de Belfort. En effet, à l'Assemblée, un camp monarchiste favorable à la paix pour épargner les Français était opposé à un camp républicain et radical favorable à la guerre pour la défense de la patrie. Honorer la défense de Belfort par le colonel Denfert Rochereau (républicain radical) aurait donc supposé une adhésion à la politique de la guerre contre l'Allemagne soutenue par les républicains radicaux comme Léon Gambetta. Or la chambre reste acquise aux monarchistes jusqu'aux élections législatives de 1876 . Le préfet Auguste Marais note ainsi : 

« Au lieu de réclamer pour Denfert la récompense à laquelle le défenseur de Belfort avait droit, M. Leflo ministre de la guerre, le mit en non activité par retrait d'emploi ; la commission des grades, au lieu de faire dater sa nomination de colonel du jour où il avait été promu par M.Gambetta, du 19 octobre 1870, la reporta au 1er janvier 1871, si bien que de 18e il devint 26e sur la liste des colonels du Génie. Il perdit ainsi huit rangs pour l'avancement. Il avait nommé le capitaine Perrin chef de bataillon à titre définitif ; le brave et excellent officier fut remis capitaine. Il avait proposé pour l'avancement les cinq officiers qui s'étaient le plus distingués pendant le siège : on ne tint aucun compte de la présentation. Il est vrai que les cinq proposés étaient républicains. »

###### Siège de Paris 1870-1871
De son côté, le 35e de ligne, qui était à Rome (Campagne de l'Agro Romano pour la libération de Rome), au moment de la déclaration de guerre, remonte à Charleville en passant par Paris mais doit retraiter vers la capitale après l'affaire de Mohon et la défaite de Sedan.
Il participe aux combats de Chevilly en septembre 1870, où le général Guilhem, commandant la brigade dans laquelle était intégrée le 35e de ligne, trouve la mort. Le régiment perd quant à lui 19 officiers et 700 sous-officiers et hommes de troupe.
Pendant le combat de Bagneux le 12 octobre, le régiment parvient à s'emparer de Chatillon au prix de 32 hommes tués.

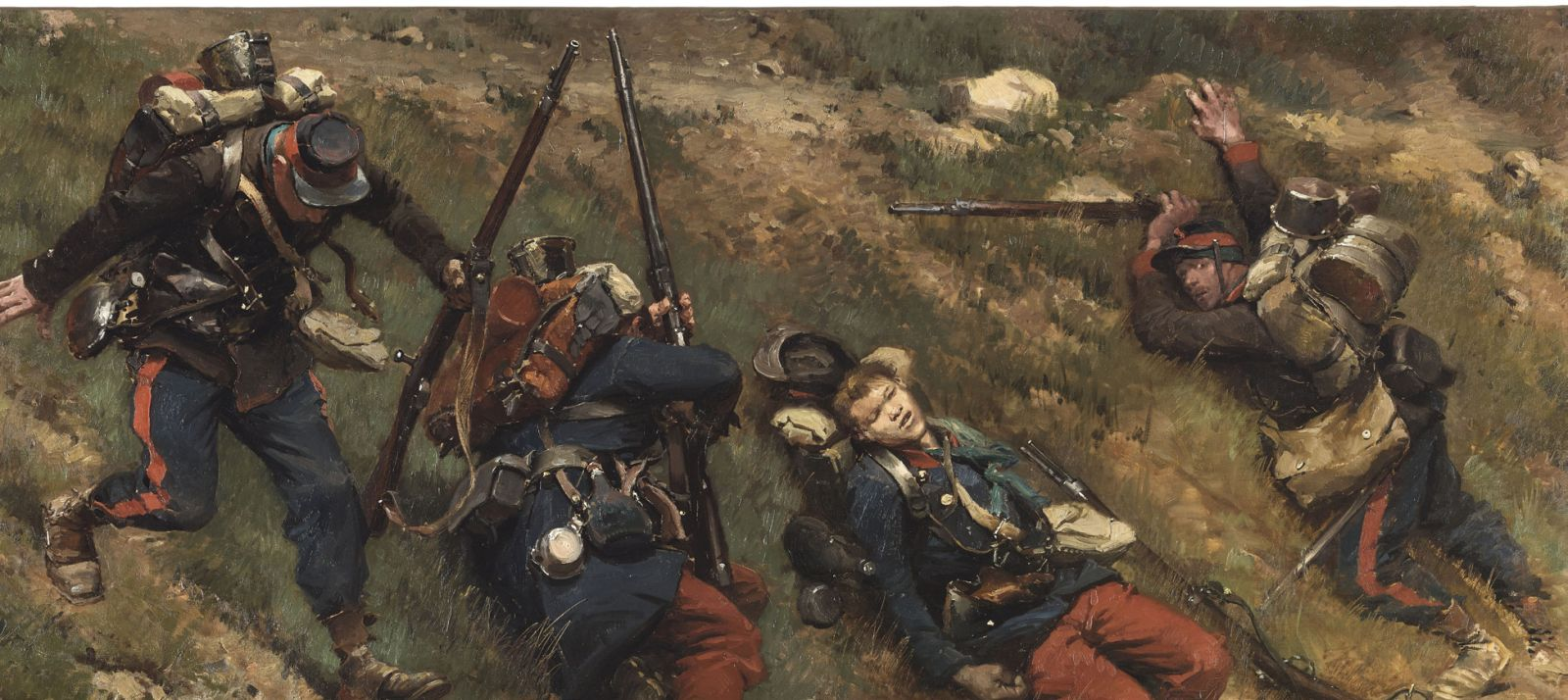
La bataille de Champigny, fragment du panorama d'Edouard Detaille.

À la bataille de Champigny, le 30 novembre, et alors que les premières lignes de l'assaut refluent vers l'arrière dans une masse désorganisée, une compagnie du 35e commandée par le lieutenant Bayle rallie les hommes et les lance dans une contre-attaque sur les positions prussiennes, Champigny est prise. Deux jours plus tard, le 35e doit défendre les positions qu'il a durement acquise. Ces durs combats coûtent au régiment 14 officiers et 471 sous-officiers et soldats. Le colonel de Maud'huy, colonel immortel du 35e régiment d'infanterie, parle dans son testament des « glorieux combats de Champigny » pour qualifier l'action des hommes du 35e.
Le régiment participe aussi à la bataille de Buzenval avant de se retirer dans Paris.

Le gouverneur militaire de Paris en personne, le général Trochu, rend hommage au courage des hommes 35e de ligne : 

« Soldats du 35e, ce n'est pas seulement en mon nom que je m'adresse à vous ; c'est au nom du gouvernement et de la France entière, qui vous remercient et vous admirent, l'opinion publique seule peut récompenser dignement votre héroïsme. Votre belle conduite nous a fait oublier les désastres d'une autre armée, et je crois pouvoir dire que je vous considère aujourd'hui comme le premier régiment de France »

À Tarbes, le dépôt du 35e de ligne met sur pied entre août 1870 et février 1871 seize compagnies d'infanterie, versées dans des régiments de marche,.

#### De 1871 à 1914
Le mardi 5 août 1873, trois compagnies du 35e de ligne débarquent dans la gare de Belfort que les Prussiens viennent de quitter[réf. souhaitée]. Belfort est restée sa ville d'attache jusqu'à nos jours. En septembre, le régiment est rattaché à la 25e brigade de la 13e division d'infanterie du 7e corps. En 1875, il passe à la 28e brigade de la 14e division d'infanterie, toujours au sein du 7e corps.

### 35e régiment d'infanterie

#### Première Guerre mondiale
La Première Guerre mondiale est l'occasion d'écrire de nouvelles pages de gloire pour le régiment. Il inscrit quatre victoires supplémentaires à son drapeau : Alsace-l'Ourcq (1914), Champagne (1915), Verdun (1916), et Reims (1918) et obtient le droit de porter la fourragère aux couleurs de la médaille militaire (17/11/1918). Il combat au sein de la division des As et gagne le nom de « régiment de l'As de trèfle ». En septembre 1918, en enlevant le système fortifié de Tahure, il contribue à la victoire finale.

##### 1914
- 2 - 10 août : couverture au nord-est de Belfort, dans la région Petit-Croix, Rougemont-le-Château. À partir du 7 août, engagée dans la bataille d’Alsace

8 août : prise de Mulhouse.
9 août : violents combats vers Riedisheim et Rixheim.
- 10 - 14 août : repli vers Reppe et Vauthiermont.

13 août : bataille du Moulin de la Caille à Montreux-Jeune pour défendre Belfort.
- 14 - 25 août : reprise de l’offensive en direction de Mulhouse.

19 août : combat vers Dornach et réoccupation de Mulhouse
24 août : repli vers la frontière.
- 25 - 30 août : retrait du front et transport par VF de la région de Belfort, pour celle de Villers-Bretonneux.

29 août : mouvement vers l’est, combat vers Proyart
- 30 août - 6 septembre : repli par Montdidier, Clermont et Persan, jusque dans la région de Louvres.
- 6 - 13 septembre : engagé dans la 1re bataille de la Marne

6 - 10 septembre : Bataille de l’Ourcq, combats vers Bouillancy et Acy-en-Multien. À partir du 10, poursuite par Vaumoise et Vic-sur-Aisne jusque vers Autrêches.
- 13 septembre - 14 décembre : engagé dans la 1re bataille de l’Aisne : violents combats dans l'Oise sur la commune d'Autrêches aux lieux-dits, Hautebraye, Chevillecourt et dans l'Aisne sur la commune de Nouvron-Vingré au lieu-dit Vingré ; stabilisation du front et occupation d’un secteur dans cette région ;

3, 8 et 30 octobre : éléments engagés dans les attaques sur le plateau de Nouvron, Aisne.
12 novembre : attaques françaises au nord de Vingré et vers la ferme Sainte-Léocade ;
- 14 décembre 1914 - 12 janvier 1915 : retrait du front et repos vers Hartennes.

##### 1915
- 12 - 19 janvier : mouvement vers Soissons ; les 12 et 13, violents combats au nord de cette ville, puis occupation d’un secteur aux abords de Soissons.
- 19 - 30 janvier : retrait du front et repos dans la région de Montgobert.
- 30 janvier - 4 août : mouvement vers le front et occupation d’un secteur vers Vingré et Pernant (guerre des mines) :

6 et 16 juin : éléments engagés, dans les attaques du 35e CA, sur la ferme Quennevières.
- 4 - 28 août : retrait du front et repos vers Faverolles. À partir du 15 août, transport par V.F. vers Saint-Hilaire-au-Temple.Travaux dans la région de Suippes.
- 28 août - 2 octobre : occupation d’un secteur au nord-ouest de la ferme des Wacques. Engagé du 25 septembre au 6 octobre dans la  seconde bataille de Champagne : violentes attaques françaises dans cette région.
- 2 - 20 octobre : retrait du front ; repos vers les Grandes-Loges, puis, à partir du 5, vers Bussy-le-Château. À partir du 9, stationnement, en 2e ligne, vers la ferme Jonchery ; travaux, instruction.
- 20 octobre - 25 novembre : occupation d’un secteur vers l’Épine de Vedegrange et à l’est.
- 25 novembre 1915 - 12 février 1916 : retrait du front ; repos et instruction vers Mairy sur Marne. À partir du 9 décembre, mouvement par étapes, par Thiéblemont-Farémont, vers la région d’Aulnois-en-Perthois ; repos et instruction. À partir du 16 janvier 1916, mouvement vers le camp de Mailly ; instruction. À partir du 2 février, transport par V.F. dans la région de Bar-le-Duc ; repos.

##### 1916

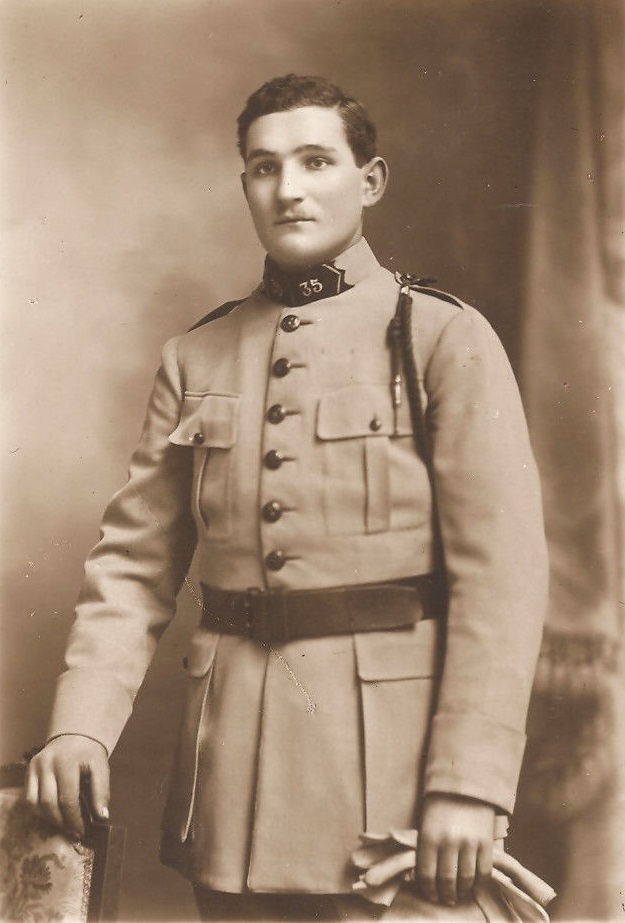
Le soldat Joseph Darnand du en 1916.

- 12 février - 3 mars : mouvement vers le front et occupation d’un secteur vers Bezonvaux et les abords ouest d’Étain. Engagé, à partir du 21 février, dans la bataille de Verdun

25 février : repli sur les Hauts-de-Meuse, de Bezonvaux à Eix
25, 26 et 28 février : violentes attaques allemandes
26 février : front réduit, à gauche, jusqu’à Vaux-devant-Damloup
2 mars : attaque allemande sur Vaux-devant-Damloup
- 3 mars - 11 avril : retrait du front, transport par camions vers Haudainville, puis regroupement vers Lisle-en-Barrois. À partir du 10 mars, transport dans la région de Neufchâteau et repos dans celle de Colombey-les-Belles. À partir du 15 mars, travaux dans la région de Lucey (secteur du 31e CA).
- 11 avril - 16 mai : mouvement vers le front. À partir du 5 mai, engagée à nouveau dans la bataille de Verdun, vers l’étang de Vaux et le sud de Damloup (éléments engagés dès le 14 avril).
- 16 - 30 mai : retrait du front et regroupement vers Revigny. À partir du 21 mai, transport par VF dans la région de Bruyères ; repos vers Remiremont.
- 30 mai - 18 juillet : mouvement vers le front, et, à partir du 24 juin, occupation d’un secteur à l’est de Gérardmer, entre la haute vallée de la Lauch et le col de la Schlucht.
- 18 juillet - 10 août : retrait du front et transport par V.F. dans la région d’Amiens. Repos dans celle de Cachy et de Gentelles, puis dans celle d’Hamel et de Chipilly.
- 10 - 27 août : engagé dans la bataille de la Somme, vers la Somme et le bois des Riez (secteur réduit à droite, le 18 août, jusque vers le bois de Hem).

12, 13, 16, 18 et 24 août : attaques françaises ; coopération (avec la 47e DI) à la prise du bois de Hem.
- 27 août - 7 septembre : retrait du front ; repos vers Villers-Bretonneux
- 7 - 18 septembre : mouvement vers le front. Engagé à nouveau, à partir du 12, dans la bataille de la Somme, vers le nord de Bouchavesnes et la ferme de Bois-l’Abbé.

12 septembre : enlèvement de Bouchavesnes
13 et 14 septembre : combats vers la ferme de Bois l’Abbé, le bois Saint-Pierre Vaast et le bois Germain
- 18 septembre - 1er octobre : retrait du front et transport par V.F. dans la région de Châlons-sur-Marne. Repos à l’ouest de Sainte-Menehould.
- 1er octobre 1916 - 1er janvier 1917 : mouvement vers le front et occupation d’un secteur vers la Main de Massiges et Vienne-le-Château, étendu à gauche, le 5 octobre, jusque vers Maisons de Champagne, et réduit à droite, le 31 octobre, jusqu’à l’Aisne

##### 1917
- 1er janvier - 19 février : retrait du front, mouvement par étapes, de Possesse, vers le camp de Mailly, par Vanault-les-Dames, Saint-Amand-sur-Fion et Saint-Ouen ; repos et instruction. À partir du 25 janvier, mouvement, par Châtillon-sur-Marne et Sézanne, vers la région de Muizon : travaux de 2e position.
- 19 février - 21 avril : mouvement vers le front et occupation d’un secteur vers le nord du Godat et la ferme de Luxembourg (éléments au repos jusqu’au 8 avril). Engagé dans la 2e bataille de l’Aisne : le 16 avril, enlèvement des positions allemandes vers Berméricourt.
- 21 avril - 20 mai : retrait du front, transport par camions dans la région Cumières, Ay ; repos.

3 mai : mouvement vers Ville-en-Tardenois ; repos et instruction.
- 20 mai - 10 juillet : occupation d’un secteur vers Courcy et Loivre.
- 10 juillet - 22 août : retrait du front ; repos et instruction vers Damery.

16 - 22 août : transport par camions vers Dommartin-sur-Yèvre ; repos.
- 22 août - 14 septembre : mouvement vers la région de Verdun, et, à partir du 25, occupation d’un secteur vers la cote 344 et la ferme Mormont.

9 septembre : violente action ennemie vers la cote 344 (2e bataille offensive de Verdun)
- 14 septembre - 3 octobre : retrait du front, transport par camions vers Condé-en-Barrois ; repos et instruction.
- 3 octobre 1917 - 3 janvier 1918 : mouvement vers le front et occupation d’un secteur vers Béthincourt et l’ouest de Forges

##### 1918
- 3 - 31 janvier : retrait du front, mouvement vers Bar-le-Duc ; à partir du 8 janvier, transport par V.F. dans la région de Bayon ; repos et instruction.
- 31 janvier - 2 avril : occupation d’un secteur vers Domèvre et Emberménil.
- 2 avril - 9 mai : retrait du front et transport par V.F. de Bayon, vers Clermont et Liancourt. Repos vers Breuil-le-Sec. À partir du 7 avril, travaux à l’est de Clermont. À partir du 12 avril, transport par camions au sud-ouest d’Amiens, puis mouvement vers Rainneville et Vauchelles-lès-Authie. À partir du 1er mai, transport par camions vers Abeele.
- 9 - 30 mai : relève d’éléments britanniques, et occupation d’un secteur vers l’étang de Dickebusch et la ferme Godezonne.

27 mai : combat vers Dickebusch.
- 30 mai - 14 juillet : retrait du front ; repos vers Arques, puis vers Zuytpeene. À partir du 7 juin, transport par voie ferrée, de Saint-Omer, au nord-ouest de Beauvais, repos. À partir du 12 juin, transport par camions vers Breteuil ; travaux et instruction.
- 14 juillet - 4 août : transport par V.F. vers Coolus, Avize et Vitry-le-François. Engagée, à partir du 16 juillet, dans la Bataille de la Montagne de Reims, dans la Seconde bataille de la Marne.

17 et 18 juillet : combats du bois de Courton.
21 - 24 juillet : en 2e ligne, dans la zone britannique. À partir du 24 juillet, engagée à nouveau vers le bois de Courton et poursuite vers la Vesle.
- 4 août - 20 septembre : retrait du front, et repos dans la région de Damery, Cumières ; puis mouvement par étapes vers Montmirail.
- 20 septembre - 10 octobre : transport par camions à l’est de Châlons-sur-Marne. À partir du 26 septembre, engagée vers Perthes-les-Hurlus et l’ouest du Mesnil-les-Hurlus, dans la bataille de Somme-Py (bataille de Champagne et d'Argonne), puis son exploitation (progression vers Orfeuil).

29 septembre - 4 octobre : en 2e ligne.
- 10 - 30 octobre : retrait du front et repos vers Vitry-le François.
- 30 octobre - 10 novembre : mouvement vers la région de Somme-Py, puis progression, en 2e ligne, pendant la poussée vers la Meuse, par Coulommes-et-Marqueny et Tourteron.
- 10 - 11 novembre : regroupement vers Tourteron et Baalon, où la 14e DI se trouve lors de l’armistice de 1918

#### Entre-deux-guerres

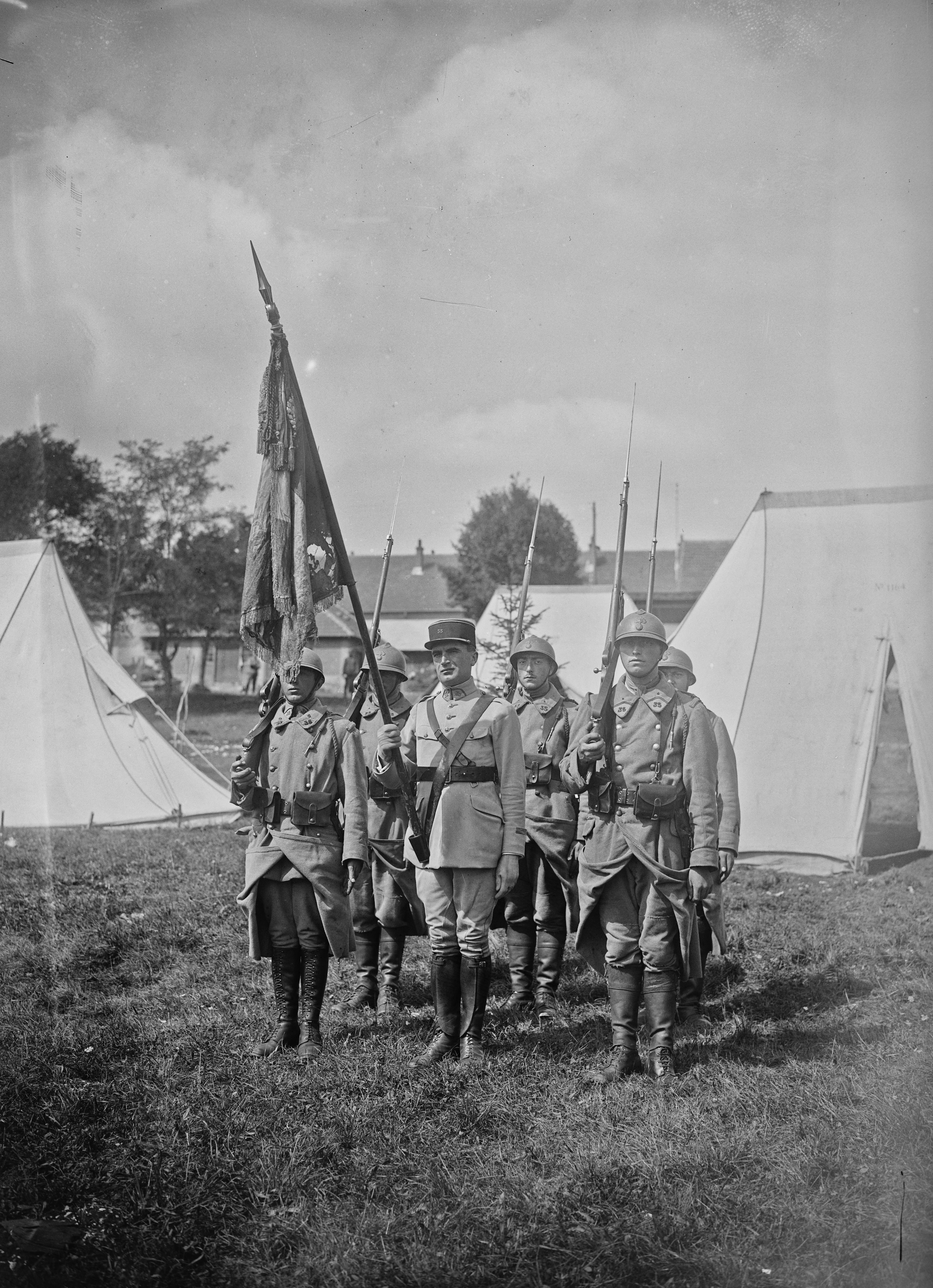
Soldats du au Camp du Valdahon en 1926.

Il contribue à la victoire finale et le 8 mars 1919, c'est un régiment victorieux qui est accueilli triomphalement dans sa garnison.
En 1925, un bataillon de marche du 35e RI est envoyé au Levant.
À cette date, plus de 600 hommes s’en vont à destination de Damas, afin de procéder à des opérations de maintien de l’ordre dans l'État des Druzes. Après plus d’un an d’opérations, le bataillon de marche rentre à Belfort avec une citation à l’ordre de l’armée.
En 1926, un nouvel insigne du 35 est créé. Celui-ci comprend le Lion de Belfort, en souvenir des exploits de 1870-1871, l’écusson de la province d’Aquitaine avec, en son centre, l’As de Trèfle. Outre l’inscription 1604 qui rappelle la date de création du régiment, figure en arabe le mot Cham, c’est-à-dire « levant » en souvenir de cette région.

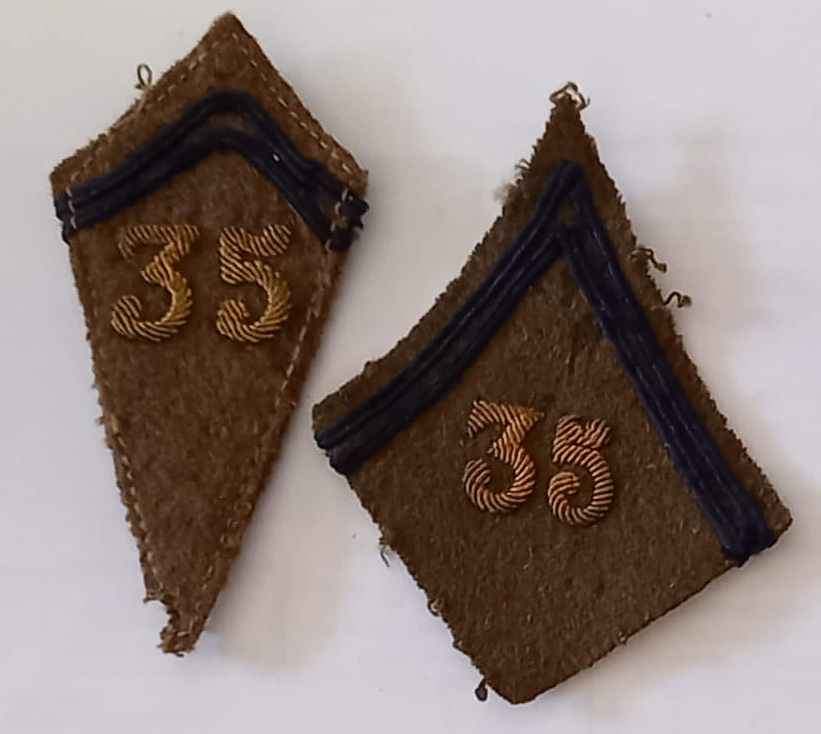

#### Seconde Guerre mondiale
En 1940, le 35e RI sous les ordres du colonel Laurent, appartient à la 14e division d'infanterie sous les ordres du général De Lattre de Tassigny, au sein de la réserve GQG du général Gamelin.
En mai 1940, le régiment participe aux combats de Rethel au côté du 152e régiment d'infanterie. Le 18 mai, alors que les allemands s'étaient emparés de Rethel, les hommes du 35e lancent une contre-attaque victorieuse appuyée par un char B1 bis. Le 2e bataillon du 35e RI s'empare de la ville et monte une embuscade. Les journées du 18 et du 19 sont ponctuées de nombreuses actions de feu contre des véhicules allemands tentant d'approcher la ville et tombant dans l'embuscade tendue par le 35e régiment d'infanterie. Les Allemands décident de réagir et lancent une attaque de force sur Rethel, la position occupée par le régiment est arrosée d'obus incendiaires et l'infanterie allemande progresse à coup d'obus de 150 ce qui force le 2e bataillon au repli.

Le 9 juin, les Allemands lancent une large attaque avec leur XXIII Armee-Korps contre la seule 14e division d'infanterie, soutenue par des Stuka. Deux mille prisonniers Allemands restent entre les mains de la 14e division d'infanterie. Le 35e RI, en trois contre-attaques, ramène 400 prisonniers. Le général allemand Schubert, commandant du XXIII Armee-Korps, a rendu hommage à la 14e DI à laquelle appartenait le 35e RI : 

« Les unités de la 14e DI laissèrent l'infanterie allemande s'approcher au maximum pour obtenir une efficacité certaine. En beaucoup de points, des tireurs postés dans les arbres continuèrent à tirer jusqu'à leur dernière cartouche, sans égards à l'avance des forces allemandes. La 14e DI s'est battue les 9 et 10 juin d'une manière identique aux meilleures unités françaises de 1914-1918 devant Verdun. »

Emporté par la tourmente de 1940, il renaît en 1944 à partir des Maquis de Bourgogne et de l'Yonne et gagne sa 9e inscriptions au drapeau : Résistance Bourgogne (1944)

#### De 1945, AFN à nos jours
Après l'Occupation en Allemagne, le bataillon de marche du 35e RI et son commando combattent en Extrême-Orient.

##### Indochine

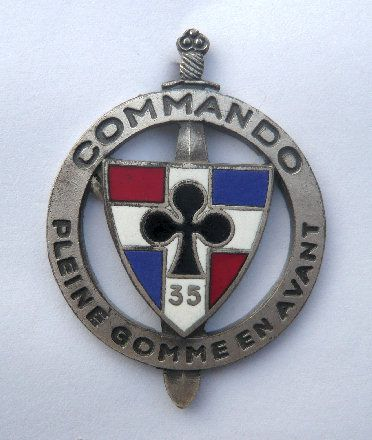
Insigne du commando du 35e régiment d'infanterie.

A la fin de l'année 1946, le 35e est chargé de former un bataillon de renfort à destination de l'Indochine. Il arrive sur place en février 1947. Le bataillon est engagé en Cochinchine et est chargé d'opérations de contrôle de population, d'escortes de convois et de nettoyage de secteur.
Le bataillon participe avec la 13e DBLE à plusieurs opérations d'envergure à Du-Choa, sur l'île d'An-Phu, dans la plaine des Joncs et à Trung-Lap. Le bataillon se distingue notamment à Bun-Yo le 29 mars et à Trung-Chanh-Tay ainsi que pendant l'opération Dagobert.
En parallèle, le commando du 35e mène des actions de renseignement et de coup de main dans le centre-Annam. Il reçoit l'ordre de pacifier le pays et d'éliminer le Vietminh aux abords des positions du bataillon. Les itinéraires, les horaires, l'effectif sont variés à l'extrême ; des patrouilles d'observation et des reconnaissances ont lieu déguisées en Annamites, les commandos partant armés de PM, de grenades et de couteaux.
Le général Salan, commandant supérieur des Troupes françaises en Extrême-Orient, cite à l'ordre du corps d'armée le Bataillon de marche du 35e RI, ce qui vaut au bataillon l'attribution de la croix de guerre des Théâtres d'opérations extérieurs :

« Magnifique bataillon, toujours sur la brèche depuis 15 mois. Débarqué en Indochine en février 1947, a participé jusqu'en avril, aux opérations de Cochinchine ; poussé ensuite sur les Hauts-Plateaux et le Laos, a contribué à purger la région des bandes rebelles. 
Arrivé en Centre-Annam, en mai 1947, a été aussitôt engagé dans les opérations de dégagement des îles de Faifoo. A participé depuis cette date à toutes les opérations du secteur de Quang-Nam et aux opérations en liaison avec les parachutistes dans les différents secteurs, en particulier le 26 septembre à Nam-Yen, du 7 au 13 mars à Dat-Do (Quang-Tri) où il eut affaire à des unités régulières bien armées.
S'est montré un remarquable instrument de combat, troupe vigoureuse, ardente et manœuvrière, a battu le rebelle partout où elle l'accrochait et a mis en valeur d'éclatante façon les vertus guerrières du Français. A mené parallèlement à ces dures opérations, grâce à l'intelligence de ses cadres et à la très belle tenue de ses soldats, une remarquable œuvre de pacification, ralliant plus de 70 villages, rétablissant 50 ponts, créant des écoles, des infirmeries et des marchés. A, au combat comme dans les œuvres de paix, brillamment soutenu la réputation des unités métropolitaines en Extrême-Orient »

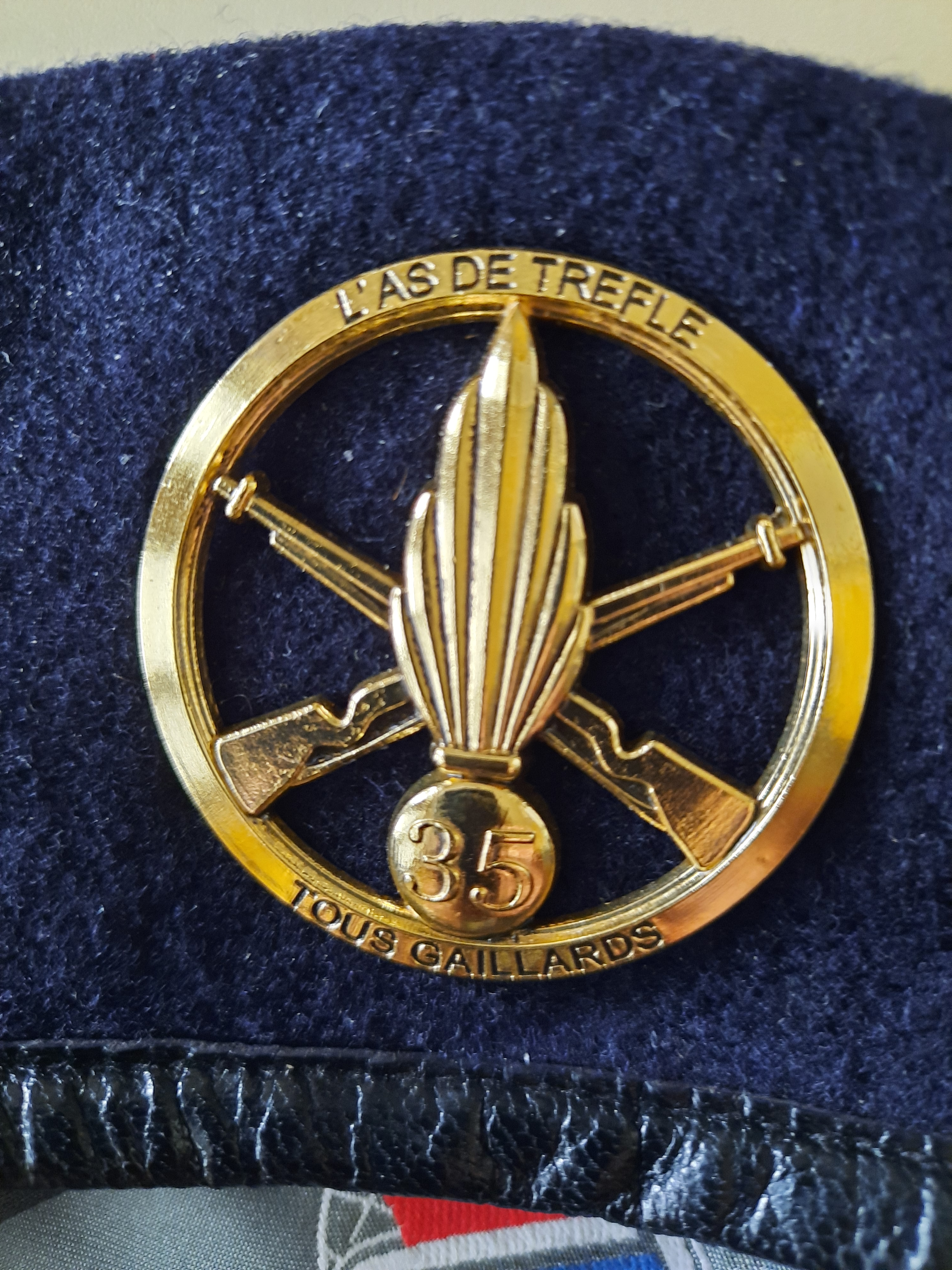
Insigne de béret du d'Infanterie

##### Afrique française du Nord
Le régiment est ensuite engagé dans des missions en Afrique française du Nord, d'abord en Tunisie puis en Algérie française. Il est cantonné dans la région de Colomb-Béchar.
Le régiment met sur pied un bataillon de marche, le 1/35e RI qui opère dans le nord Constantinois, secteur de Saint-Charles, PC à Sidi Kamber puis à Sidi Mesrich.
Les compagnies sont implantées à :
- la 1re à Sidi Kamber ;
- la 4e à Sidi Mesrich ;
- la 3e à Oum Toub ;
- la 2e à Beni Ouelbane avec un poste à Gourmata (poste du Sergent Roy : mort au combat en avril 1958) et temporairement un poste au Bordj du Café Maure.
- Gourmata Poste du sergent Roy : nommé en souvenir du sergent Roy tué lors de l'embuscade d'avril 1957. Trois sections commandées par les lieutenants Dupuy, Blondel et le sergent Roy sont prises en embuscade. Les liaisons radio sont mauvaises et les trois sections se trouvent isolées les unes des autres. La section du sergent Roy est particulièrement touchée. À bout de munitions, les soldats démontent leurs armes. Le sergent Roy est tué. Les survivants, au nombre de 7 sur 22 réussissent à échapper aux fellaghas. Vers 16 h, la liaison radio est établie et les canons de 105 de Oum-Toub font fuir les agresseurs. Les deux autres sections réussissent à tenir jusqu'à l'arrivée des renforts.

Quelques noms :
- chefs de corps du 1/35e RI : commandants Maillot puis Sautour.
- commandant de la 2e compagnie : capitaines Viel puis Frath.

Quelques officiers de la 2e compagnie :
lieutenants Dupuis et Rioux, lieutenant Rapin, mort au combat, et sous-lieutenants Blondel (Légion d'honneur à la suite d'une embuscade en avril 1957), Cattoire, Langlet, Dernoncourt…
À l'issue de la guerre d'Algérie 1954-1962, au cessez-le-feu du 19 mars 1962 en Algérie, le 35e RI constitue comme 91 autres régiments, les 114 unités de la Force Locale. Le 35e RI forme une unité de la Force locale de l'ordre Algérienne, la 460e UFL-UFOet la 461e UFO composé de 10 % de militaires métropolitains et de 90 % de militaires musulmans, qui pendant la période transitoire devaient être au service de l'exécutif provisoire algérien, jusqu'à l'indépendance de l'Algérie. (Accords d'Evian du 18 mars 1962).
De retour en métropole, recréé à Belfort le 1er juin 1964, le 35e régiment d'infanterie mécanisé retrouve sa garnison traditionnelle et participe à de nombreuses expérimentations tactiques.

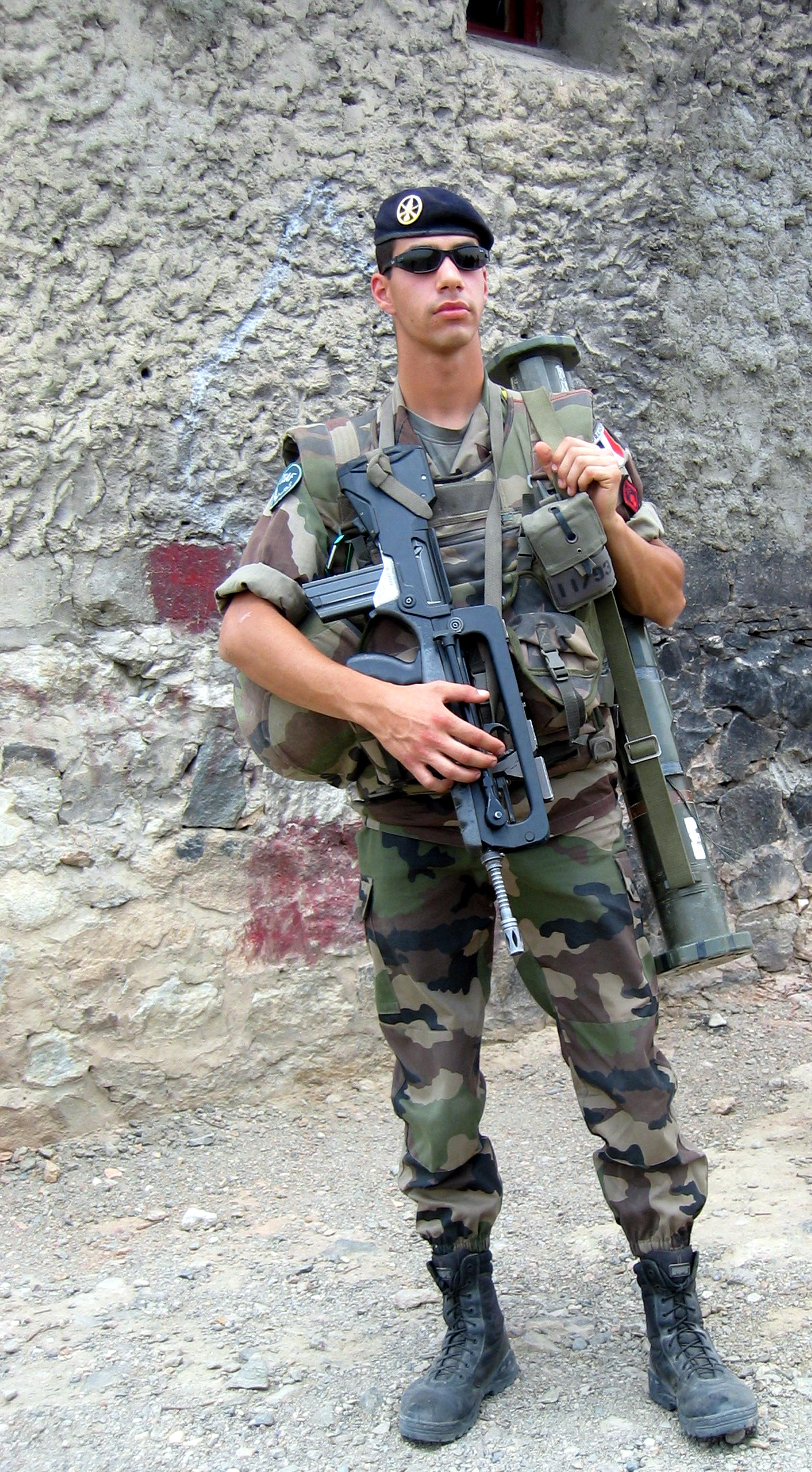
Un soldat du 35e R.I. à Kaboul en juin 2005.

##### La quatrième génération du feu

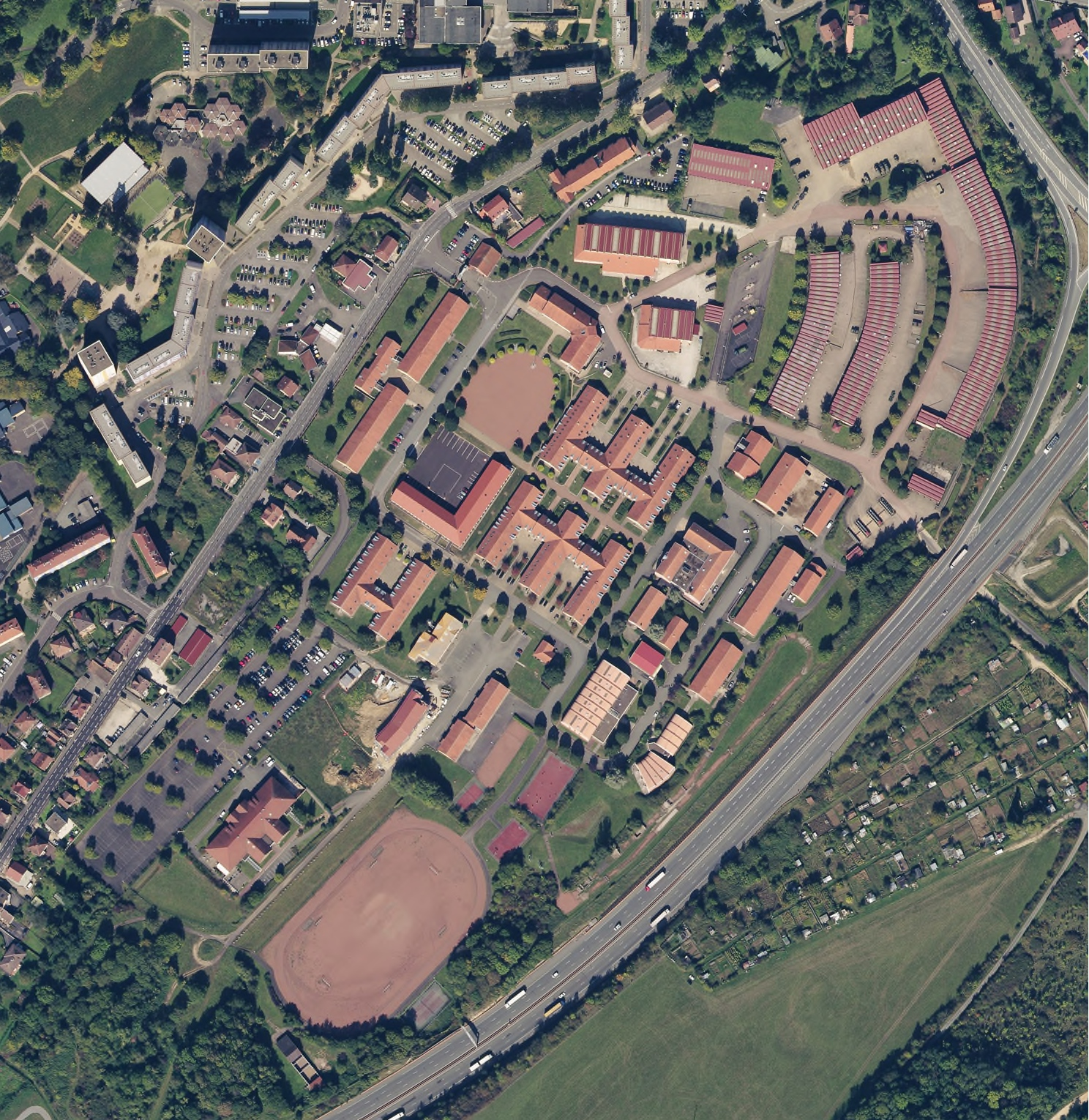
Vue aérienne de la caserne.

Entre 1993 et 1995, le régiment s'installe dans la nouvelle caserne de Maud’huy.
Depuis, le régiment a participé à de nombreuses opérations au sein de l'OTAN ou de l'ONU.
Les Gaillards du 35e RI se sont ainsi retrouvés en ex-Yougoslavie (Bosnie-Herzégovine, Kosovo) en Afrique, en Guyane au Liban puis en Afghanistan.
Le régiment perd sa compagnie antichar (celle de la 7e Brigade blindée) en 2002, lors d'une restructuration privant l'infanterie de ses missiles longue portée.
Depuis octobre 2008, le 35e régiment d’infanterie (35e RI) de Belfort est la première formation opérationnelle à percevoir un nouvel engin de haute technologie qui est le véhicule blindé de combat d’infanterie (VBCI).
Le 9 août 2017 six militaires du 35e régiment d’infanterie (35e RI) participant à l'opération Sentinelle sont blessés sur la commune de Levallois-Perret en banlieue parisienne par une automobile dont le conducteur est arrêté quelques heures plus tard. La section anti-terroriste du Parquet de Paris est saisie de l'enquête. La classe politique française condamne l'acte et apporte son soutien aux militaires touchés.

#### Le35eRIaujourd’hui
Aujourd'hui[Quand ?], fort d'environ 1 200 hommes, entièrement professionnalisé, il remplit au sein de la 7e brigade blindée de la 1re division, des missions opérationnelles en opérations extérieures (OPEX) et des opérations de sécurité intérieur (OPINT). Son soutien est assuré par le groupement de soutien de la base de défense de Belfort.
Il est le premier régiment de France à avoir reçu les véhicules blindés de combat de l'infanterie (VBCI), ainsi que le système FELIN en 2008 et à les déployer sur les théâtres d'opérations (en Afghanistan et au Liban). Réputé pour être l'un des Meilleurs Régiment d'infanterie de France, il est aussi le plus modernisé.
Il est notamment spécialisé dans le combat débarqué de haute intensité.

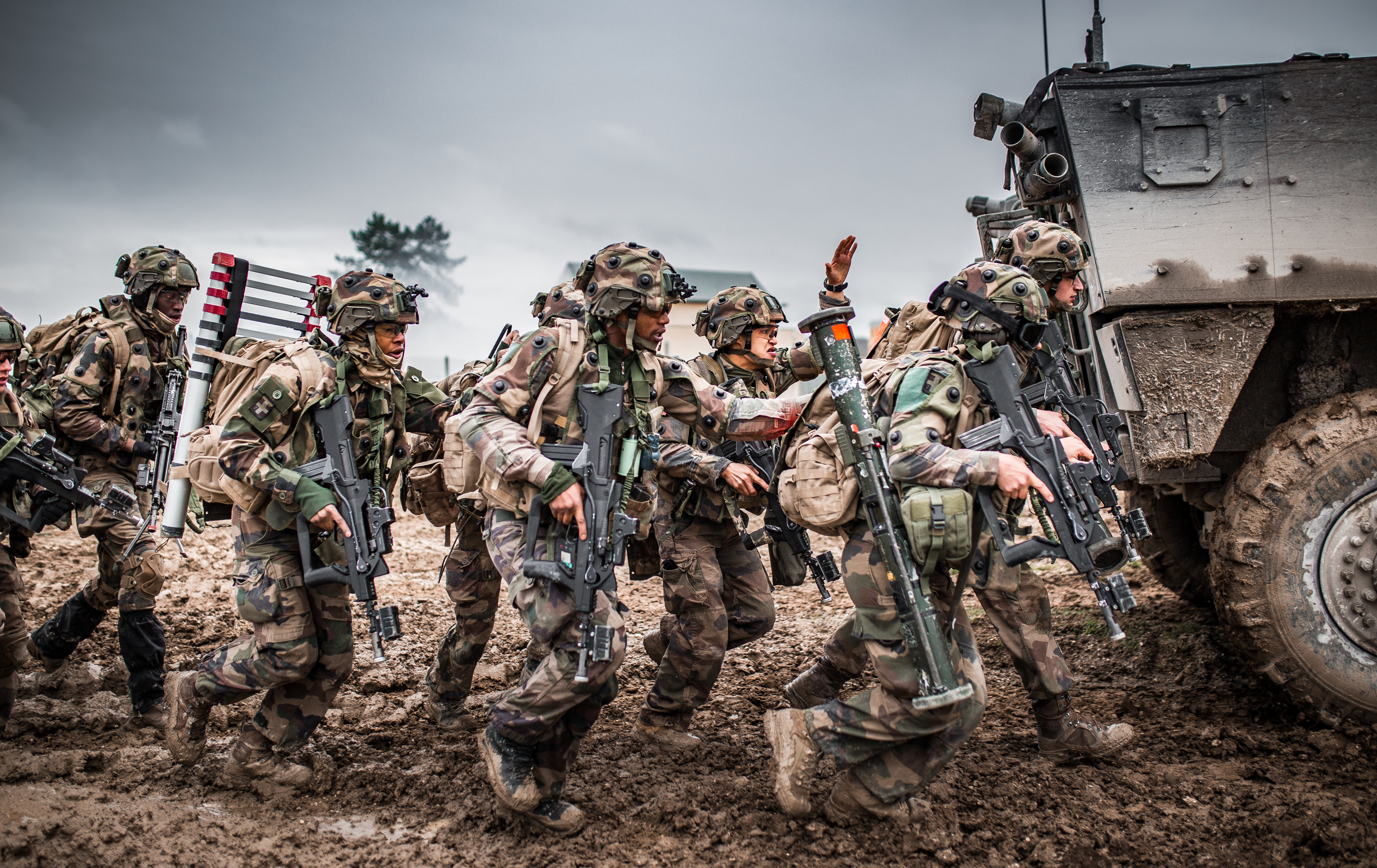
Fantassins du 35e en formation derrière leur VBCI.
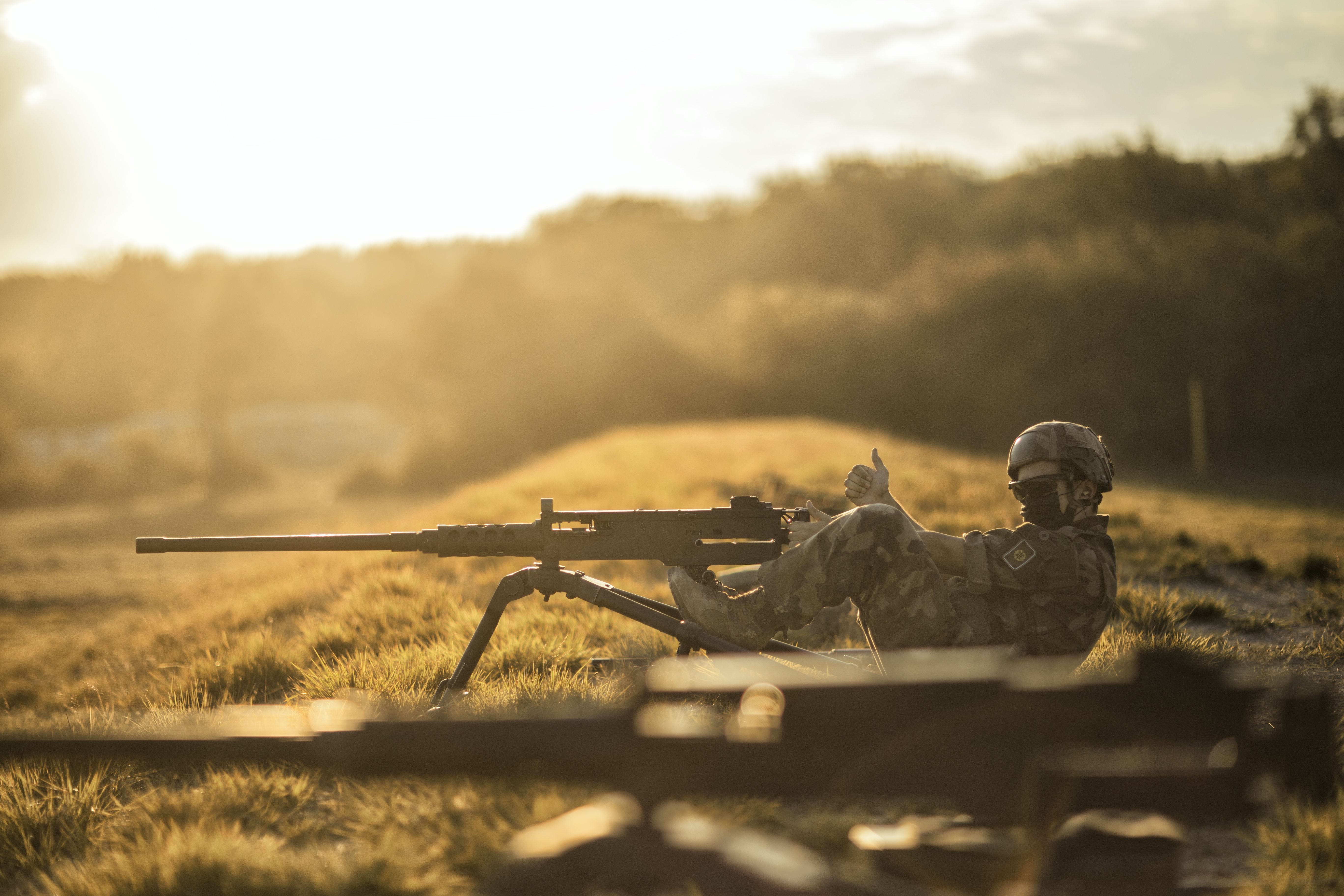
Fantassin du 35e régiment d'infanterie tenant une mitrailleuse lourde 12,7.
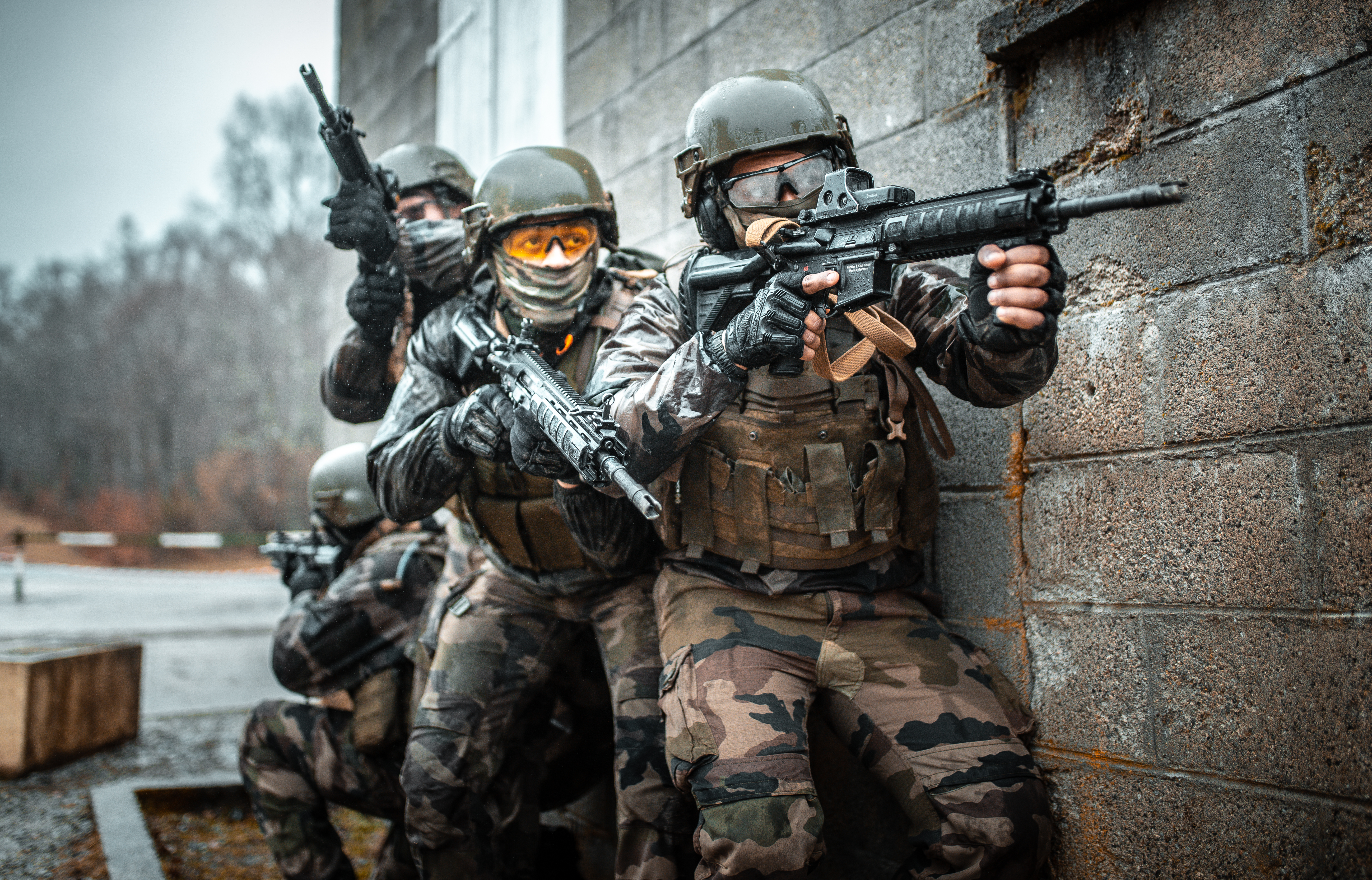
Les hommes du 35e régiment d'infanterie évoluent en milieu urbain équipés de leur HK416.

En 2021, un caporal chef du 35e RI est interpellé en possession de 130 armes et de propagande néonazie. En 2023, deux militaires du régiment, sympathisants néonazis,, sont suspendus,.
En 2024, le régiment participe à Dragon-24 en Pologne pour tester sa manœuvrabilité et son interopérabilité.

##### Organisation
- Quatre compagnies d'infanterie mécanisée à quatre sections, dont une section d'appui[42].

La 9e compagnie a été créée comme compagnie de combat dans le courant de l'année 2016 pour répondre au nouveau modèle opérationnel de l'Armée de terre Au Contact. Elle a été transformée en compagnie de préparation opérationnelle en janvier 2020 et a pour mission de former les nouveaux gaillards incorporés et les futurs gradés et cadres du régiment, et rempli excellemment bien sa mission. C’est un atout indéniable pour le régiment qui ne s’épuise plus dans la formation des gaillards et dispose d’une équipe fiable et motivée pour réaliser cette mission.
- 1 compagnie d'appui (CA) avec 1 section d'appui direct (SAD), 1 section de reconnaissance robotique de l’infanterie (SRRI), 1 section tireurs d'élite longue distance (STELD), 1 section d'aide à l'engagement débarqué (SAED)
- 1 compagnie de commandement et de logistique (CCL)
- 1 compagnie de réserve (5e Cie)
- La compagnie d’instruction et de soutien a été dissoute en juin 2011.

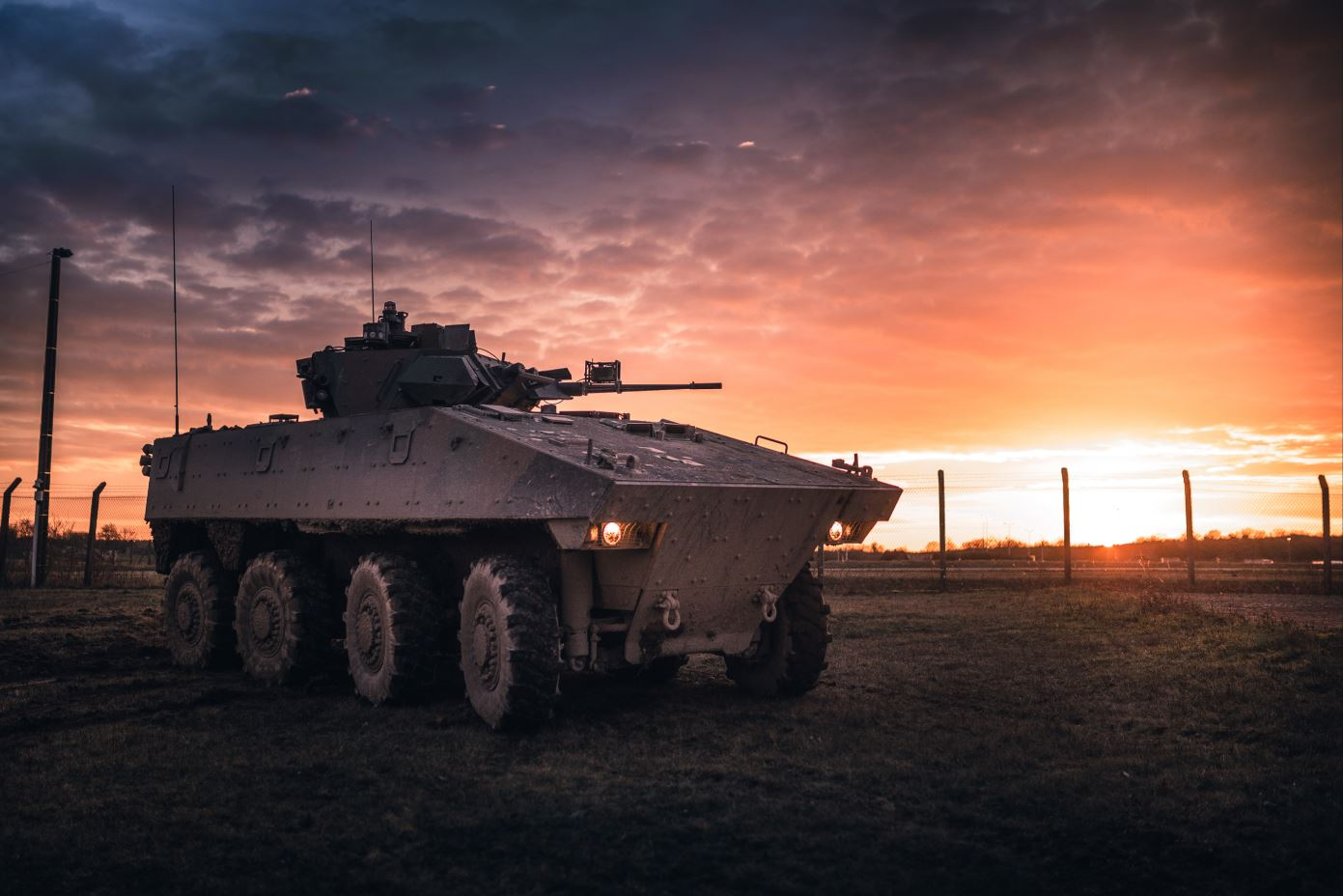
VBCI du en camp de manœuvre.

##### Matériels
- Véhicules blindés de combat d'infanterie VBCI.
- Véhicules de l'avant blindés (VAB).
- Véhicules blindés légers (VBL).
- Véhicules roues légers (VT4, Peugeot P4, Masstech) et lourds (camions TRM 2000, GBC 180, Porteur polyvalent lourd de dépannage, Porteur polyvalent logistique, TRM 10000).
- Missiles antichar Milan et Eryx.
- Fusil de tireur d'élite PGM de calibre 12,7 mm. Famas Felin & Revalorisé, Famas F1 & Infanterie, Glock 17, MAG 58, FRF2, MINIMI, HK416F, HK417, LGI (Lance Grenade Individuel), AT4 red, MIT 50.
- Fantassin à Equipements et Liaisons INtégrées (FELIN) + gilet SMBE (Structure Modulaire Balistique et Électronique)
- Mortiers de 81 mm.

## Traditions

### Faits d'armes portés au drapeau du régiment
Le drapeau du 35e RI a été remis par le président de la république française le 10 juillet 1880 ; il portait les noms glorieux :
- Wagram 1809
- Moskowa 1812
- Alger 1830
- Sébastopol 1854-1855
- Belfort 1870-1871[43]

auxquels se sont ajoutés :
- Alsace-l'Ourcq 1914
- Champagne 1915
- Verdun 1916
- Reims 1918
- Résistance Bourgogne 1944
- AFN 1952-1962[45]

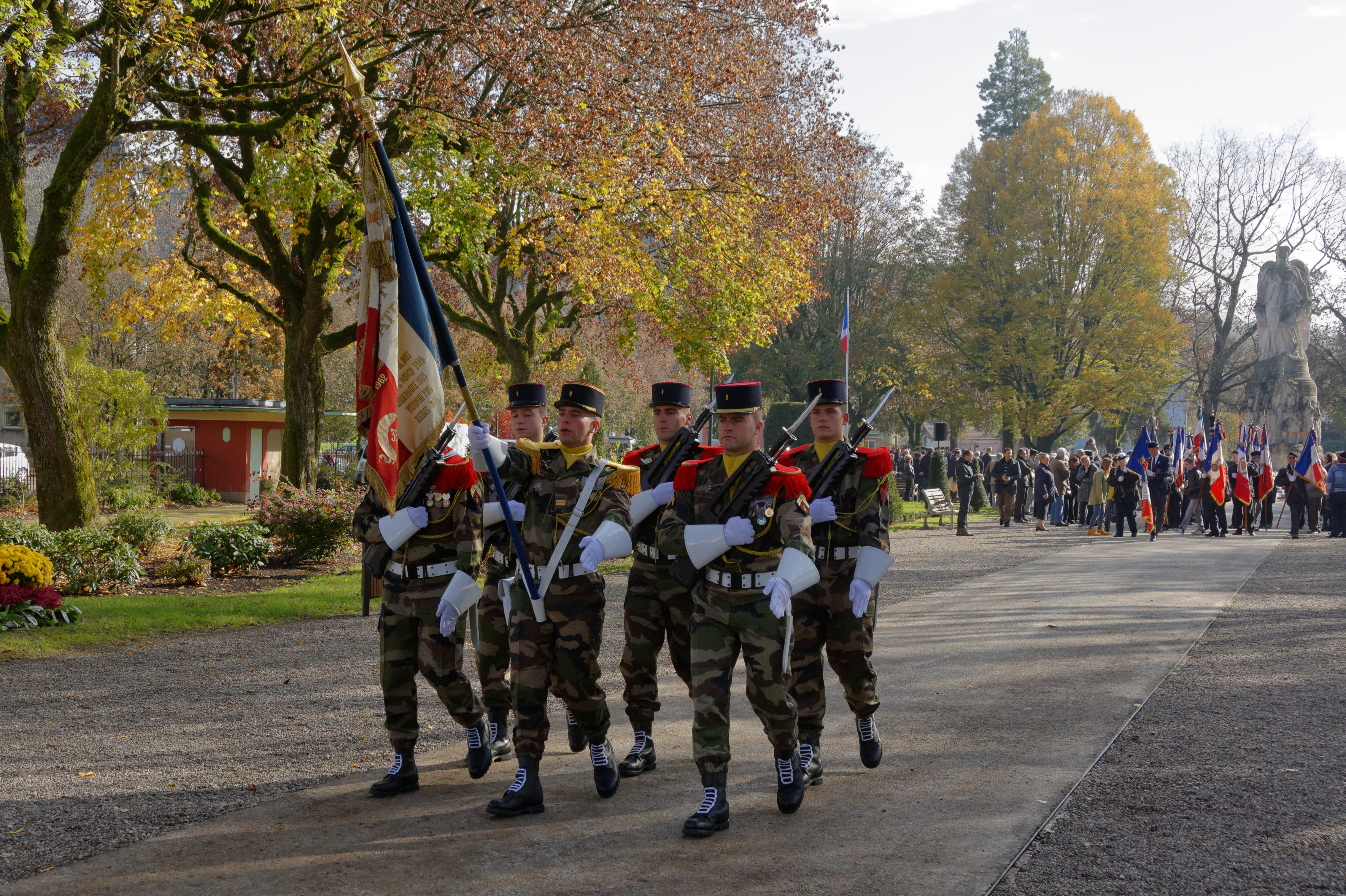
Le drapeau du 35e RI et sa garde le 11 novembre 2014 à Belfort.
Représentation des inscriptions sur le drapeau du 35e RI.
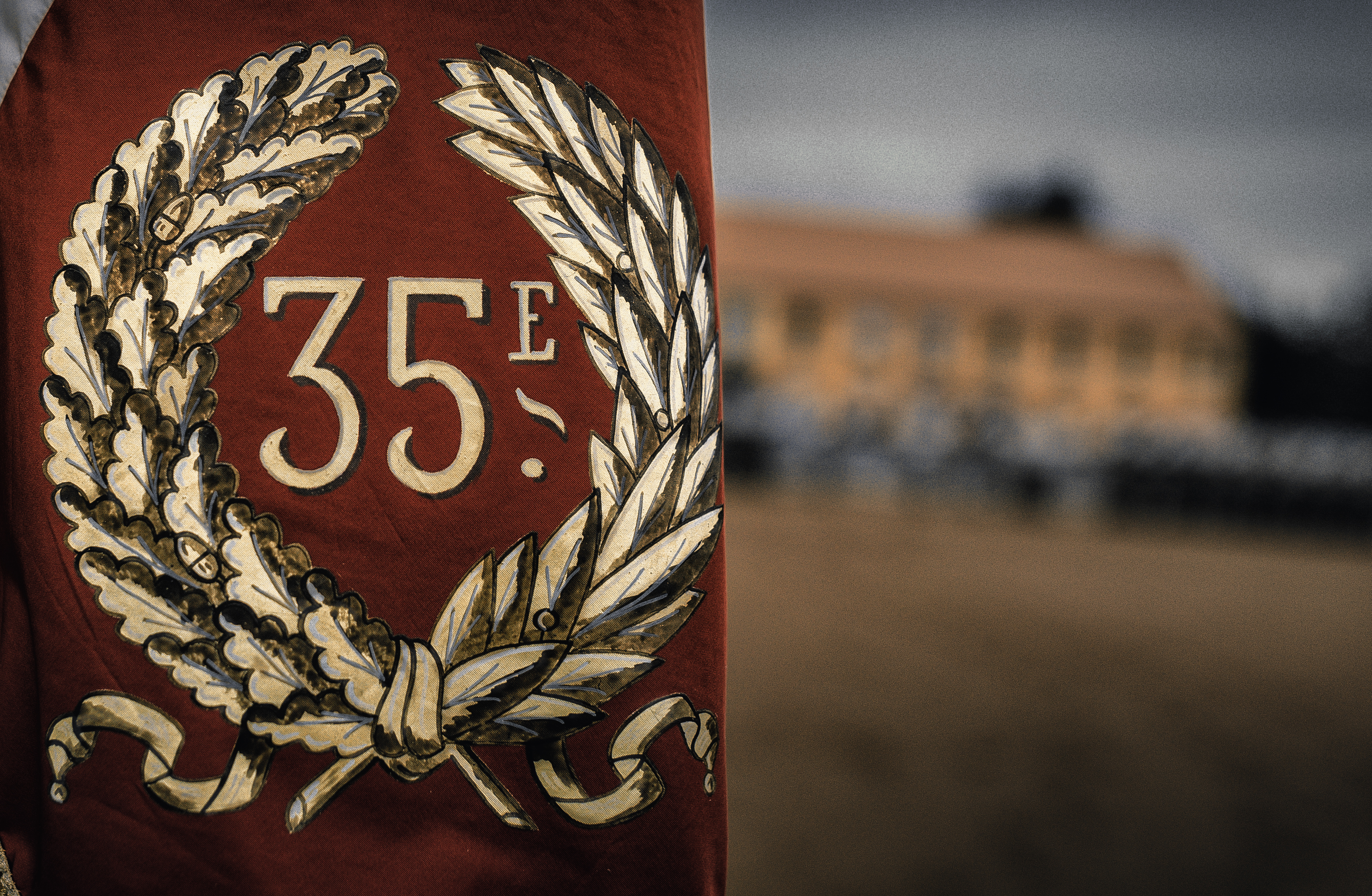
Plis du drapeau du 35.
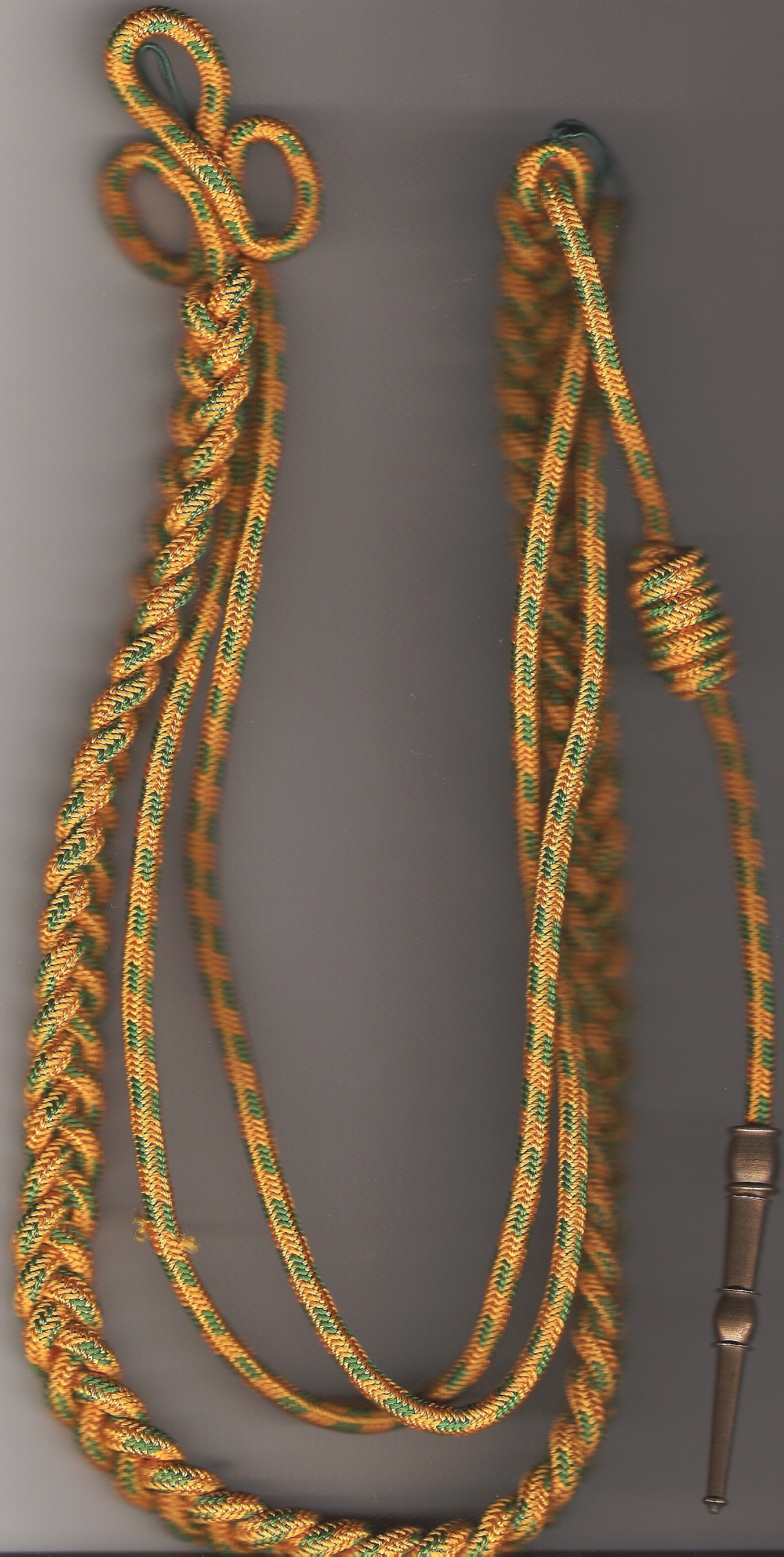
Fourragère, dite "de fantaisie" en raison des 2 volants se portant sur l'avant bras, aux couleurs du ruban de la médaille militaire

### Décorations
Sa cravate est décorée de la Croix de guerre 1914-1918 avec quatre palmes, puis le régiment a le droit au port de la Fourragère aux couleurs de la Médaille Militaire décernée le 17 novembre 1918, pour ses quatre citations à l'ordre de l'Armée reçues durant la 1re Guerre Mondiale.

### Devise
Tous gaillards, pas d’traînards…

## Insigne du35erégimentd'infanterie

### Héraldique
Créé en 1952.
Trèfle fantaisie d'argent, à un lien contourné, posé sur une terrasse du même, senestré du nombre et du sigle 35e RI en capitale d'argent, chargé en pointe d'un écusson aux couleurs du régiment de Némond. Sur le talus dextre, l'inscription Tous gaillards et le millésime 1604 en pointe. On peut aussi constater en image de fond le Lion de Belfort (sculpté par Bartholdi), symbolisant le courage des Belfortains lors de la guerre de 1870, l'une des villes faisant partie de l'axe ayant remporté une unique victoire du côté français pendant cette guerre.

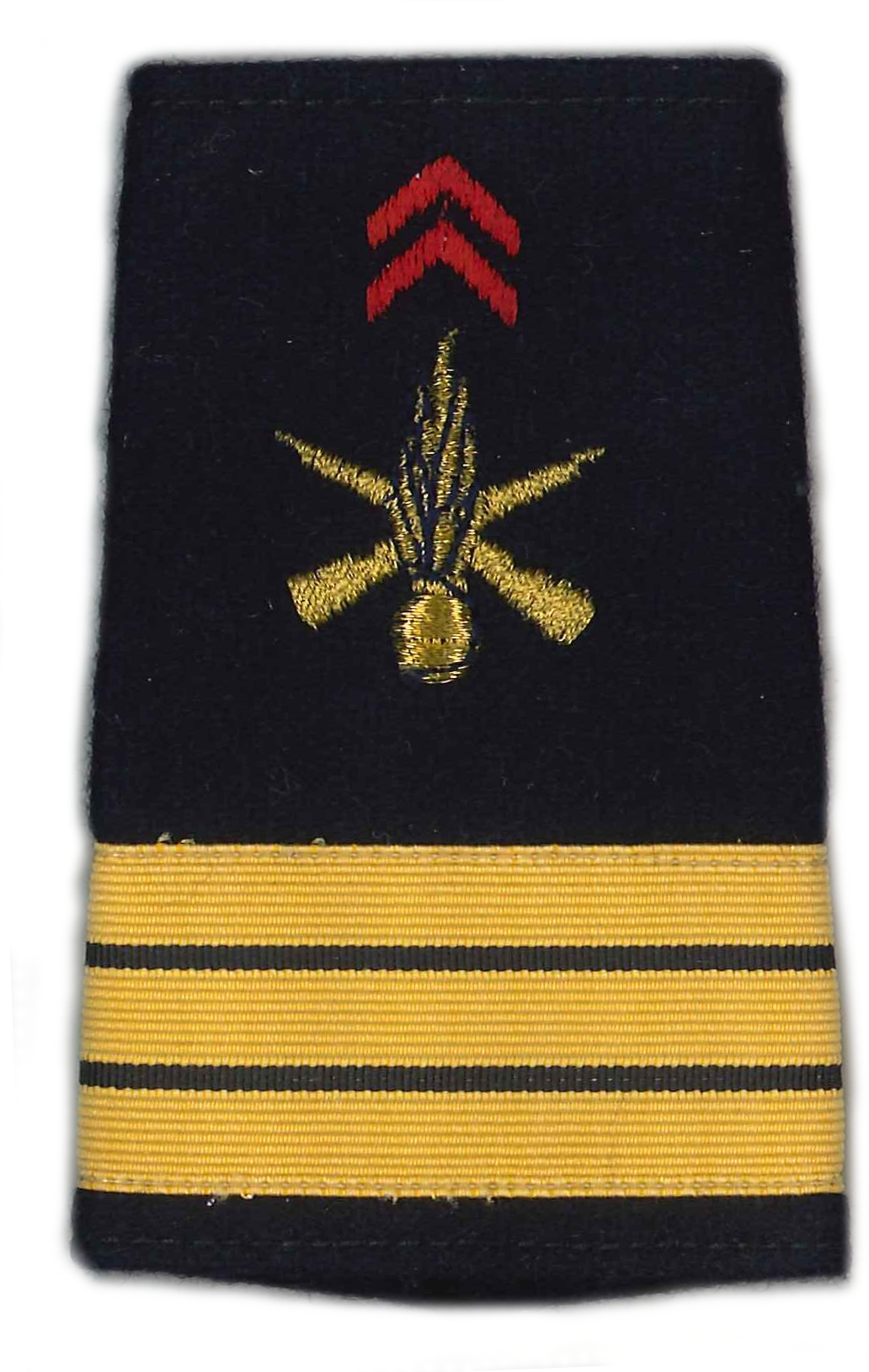
Fourreau d'épaule d'un capitaine d'infanterie.

### Signification
Le lion rappelle le siège de Belfort en 1870-1871, l'écu fait référence au régiment de Némond dont il est le descendant, le millésime est celui de la création du régiment. Enfin, l'insigne en forme de trèfle rappelle que le régiment est surnommé l'As de trèfle (Division des As de la Grande Guerre).

## Personnalités ayant servi au35eRI
- Robert Besnard (1881-1914), peintre et graveur, tué à l'ennemi à la bataille de Chevillecourt, 28 septembre 1914, mort pour la France ;
- Étienne-Charles de Damas-Crux (1754-1846), commandant en second du régiment d'Aquitaine le 3 octobre 1779 ;
- Joseph Darnand (1897-1945), militaire et homme politique ;
- Maurice Chevalier (1888-1972), chanteur, fait son service militaire au régiment en 1913 ;
- Jean-Pierre Chevènement (né en 1939), homme politique ;
- Paul Doncoeur (1880-1961), aumônier du régiment durant la grande guerre ;
- Auguste de Keralio (1715-1805), militaire;
- Bruno Lopes alias Kool Shen (né en 1966), rappeur, y a effectué son service national.
- Damien Meslot (né en 1964), homme politique ;
- René Morel (1908-1974), général, Compagnon de la Libération ;
- André Moulinier (1922-2006), résistant, Compagnon de la Libération ;
- Jean-Baptiste Olivier (1765-1813), militaire ;
- Georges Prost (1915-1945), résistant, Compagnon de la Libération ;
- Pierre Segretain (1909-1950), militaire ;
- Pierre Sellier (1892-1949), militaire ;